# Liste der im Deutschen Reich von 1933 bis 1945 zerstörten Synagogen
Die Liste der im Deutschen Reich von 1933 bis 1945 zerstörten Synagogen soll einen möglichst vollständigen Überblick über die Zerstörung von Synagogen in der Zeit des Nationalsozialismus geben. Soweit möglich, ist der Grad und Umstand der Zerstörung angegeben.
Beim Zentralrat der Juden in Deutschland schreibt Salomon Korn: „Zu Beginn der Dreißiger Jahre des 20. Jahrhunderts gab es auf dem Gebiet des damaligen Deutschen Reiches etwa 2.800 Synagogen und Betstuben. In der Nacht vom 9. November 1938 sowie in den darauf folgenden Tagen und Nächten zerstörten nationalsozialistische Trupps über 1.400 Synagogen und Betstuben. Weitere jüdische Gotteshäuser wurden in den folgenden Jahren „arisiert“, zweckentfremdet oder abgerissen.“
Einige Synagogen blieben baulich nahezu unverändert erhalten. Doch nur wenige dieser Synagogen wurden bislang als Kultraum wieder hergestellt, für eine museale oder öffentliche Nutzung umgebaut oder sogar komplett rekonstruiert.

## Liste (unvollständig)

### Baden-Württemberg

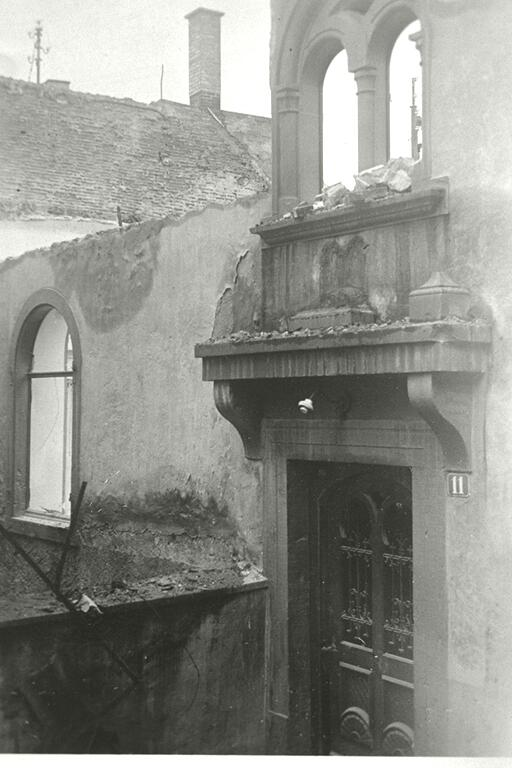
Zerstörte Synagoge in Lörrach

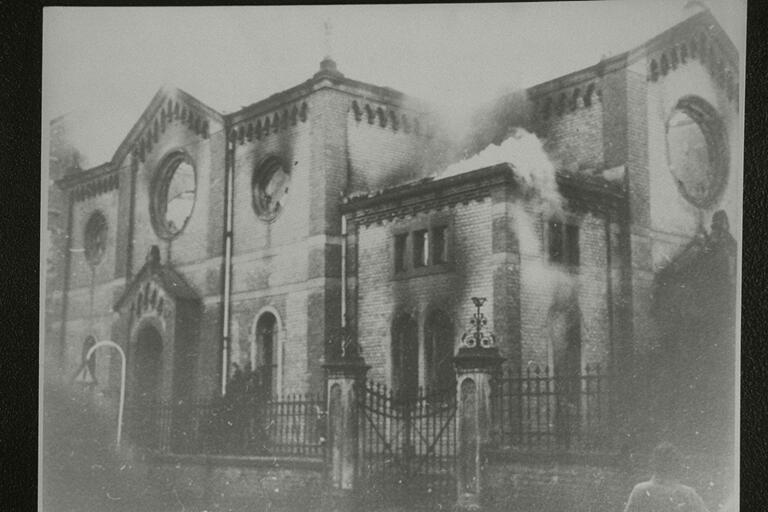
Brennende Synagoge in Ludwigsburg

1. Synagoge (Adelsheim), beim Novemberpogrom 1938 wurde die Inneneinrichtung zerstört
2. Synagoge Affaltrach, beim Novemberpogrom 1938 wurde die Inneneinrichtung zerstört
3. Synagoge Altdorf (Ettenheim), beim Novemberpogrom 1938 wurde die Inneneinrichtung zerstört
4. Synagoge Archshofen (Creglingen), beim Novemberpogrom 1938 wurde die Inneneinrichtung zerstört
5. Synagoge (Bad Buchau), beim Novemberpogrom 1938 zerstört
6. Synagoge (Bad Cannstatt), beim Novemberpogrom 1938 zerstört
7. Synagoge (Bad Mergentheim), beim Novemberpogrom 1938 wurde die Inneneinrichtung zerstört
8. Synagoge (Bad Rappenau), Ende der 1930er Jahre abgerissen
9. Synagoge (Baden-Baden), beim Novemberpogrom 1938 zerstört
10. Synagoge (Baiertal), beim Novemberpogrom 1938 zerstört
11. Synagoge Baisingen, beim Novemberpogrom 1938 wurde die Inneneinrichtung zerstört
12. Synagoge (Berlichingen), durch Kriegseinwirkung zerstört
13. Synagoge (Berwangen), beim Novemberpogrom 1938 zerstört
14. Synagoge (Billigheim), beim Novemberpogrom 1938 wurde die Inneneinrichtung zerstört
15. Synagoge (Bodersweier), Anfang der 1940er Jahre abgebrochen
16. Synagoge (Bödigheim), beim Novemberpogrom 1938 wurde die Inneneinrichtung zerstört
17. Synagoge (Bonfeld), beim Novemberpogrom 1938 zerstört
18. Synagoge (Braunsbach), beim Novemberpogrom 1938 wurde die Inneneinrichtung zerstört
19. Synagoge (Breisach am Rhein), beim Novemberpogrom 1938 zerstört
20. Synagoge (Bretten), beim Novemberpogrom 1938 zerstört
21. Synagoge (Bruchsal), beim Novemberpogrom 1938 zerstört
22. Synagoge Buchen (Odenwald), beim Novemberpogrom 1938 wurde die Inneneinrichtung zerstört, Gebäude 1939 abgebrochen
23. Synagoge Bühl (Baden), beim Novemberpogrom 1938 zerstört
24. Synagoge (Buttenhausen), beim Novemberpogrom 1938 zerstört
25. Synagoge (Crailsheim), durch Kriegseinwirkung zerstört
26. Synagoge (Creglingen), beim Novemberpogrom 1938 wurde die Inneneinrichtung zerstört
27. Synagoge (Diersburg), beim Novemberpogrom 1938 wurde die Inneneinrichtung zerstört
28. Synagoge (Eberbach), beim Novemberpogrom 1938 zerstört
29. Synagoge (Edelfingen), beim Novemberpogrom 1938 wurde die Inneneinrichtung zerstört
30. Synagoge (Eichstetten), beim Novemberpogrom 1938 zerstört
31. Alte Synagoge (Emmendingen), beim Novemberpogrom 1938 zerstört
32. Neue Synagoge (Eppingen), beim Novemberpogrom 1938 zerstört
33. Synagoge (Esslingen), beim Novemberpogrom 1938 wurde die Inneneinrichtung zerstört
34. Synagoge (Ettenheim), beim Novemberpogrom 1938 wurde die Inneneinrichtung zerstört
35. Synagoge (Ettlingen), beim Novemberpogrom 1938 zerstört
36. Neue Synagoge (Flehingen), beim Novemberpogrom 1938 zerstört
37. Alte Synagoge (Freiburg im Breisgau), beim Novemberpogrom 1938 zerstört
38. Synagoge (Freistett), beim Novemberpogrom 1938 zerstört
39. Synagoge Freudenberg (Baden), beim Novemberpogrom 1938 wurde die Inneneinrichtung zerstört
40. Synagoge Freudental, beim Novemberpogrom 1938 wurde die Inneneinrichtung zerstört
41. Synagoge (Gailingen am Hochrhein), beim Novemberpogrom 1938 zerstört
42. Synagoge (Gemmingen), beim Novemberpogrom 1938 wurde die Inneneinrichtung zerstört
43. Synagoge (Gernsbach), beim Novemberpogrom 1938 zerstört
44. Synagoge (Göppingen), beim Novemberpogrom 1938 zerstört
45. Synagoge Grötzingen (Karlsruhe), beim Novemberpogrom 1938 zerstört
46. Synagoge (Grombach), beim Novemberpogrom 1938 zerstört
47. Synagoge (Großeicholzheim), beim Novemberpogrom 1938 wurde die Inneneinrichtung zerstört
48. Synagoge (Haigerloch), beim Novemberpogrom 1938 wurde die Inneneinrichtung zerstört
49. Synagoge Hainstadt (Buchen), beim Novemberpogrom 1938 wurde die Inneneinrichtung zerstört
50. Synagoge (Hardheim), beim Novemberpogrom 1938 wurde die Inneneinrichtung zerstört
51. Synagoge (Haslach im Kinzigtal), beim Novemberpogrom 1938 wurde die Inneneinrichtung zerstört
52. Synagoge (Hechingen), beim Novemberpogrom 1938 wurde die Inneneinrichtung zerstört
53. Synagoge Heidelberg (1878–1938), beim Novemberpogrom 1938 zerstört
54. Synagoge (Heidelberg-Rohrbach), beim Novemberpogrom 1938 zerstört
55. Alte Synagoge (Heilbronn), beim Novemberpogrom 1938 zerstört
56. Synagoge (Hemsbach), beim Novemberpogrom 1938 wurde die Inneneinrichtung zerstört
57. Synagoge (Hockenheim), beim Novemberpogrom 1938 zerstört
58. Synagoge (Hoffenheim), beim Novemberpogrom 1938 zerstört
59. Synagoge (Hohebach), beim Novemberpogrom 1938 wurde die Inneneinrichtung zerstört
60. Synagoge (Horb am Neckar), beim Novemberpogrom 1938 wurde die Inneneinrichtung zerstört
61. Synagoge (Hüffenhardt), beim Novemberpogrom 1938 zerstört
62. Synagoge (Ihringen), beim Novemberpogrom 1938 zerstört
63. Synagoge (Ilvesheim), beim Novemberpogrom 1938 wurde die Inneneinrichtung zerstört
64. Synagoge (Ittlingen), beim Novemberpogrom 1938 zerstört
65. Synagoge (Jöhlingen), beim Novemberpogrom 1938 zerstört
66. Synagogen in Karlsruhe, beim Novemberpogrom 1938 zerstört
67. Synagoge (Kehl), beim Novemberpogrom 1938 zerstört
68. Synagoge (Ketsch), beim Novemberpogrom 1938 wurde die Inneneinrichtung zerstört
69. Synagoge (Kippenheim), beim Novemberpogrom 1938 wurde die Inneneinrichtung zerstört
70. Synagoge (Kirchardt), beim Novemberpogrom 1938 zerstört
71. Synagoge Kirchen (Efringen-Kirchen), beim Novemberpogrom 1938 wurde die Inneneinrichtung zerstört
72. Synagoge (Kleineicholzheim), beim Novemberpogrom 1938 wurde die Inneneinrichtung zerstört
73. Synagoge (Königheim), Ende des Zweiten Weltkriegs durch Panzer zerstört
74. Synagoge Königsbach (Königsbach-Stein), Anfang 1939 wurde das beim Novemberpogrom 1938 verwüstete Synagogengebäude abgebrochen
75. Synagoge (Konstanz), beim Novemberpogrom 1938 zerstört
76. Synagoge (Külsheim), 1943 abgebrannt
77. Synagoge (Künzelsau), beim Novemberpogrom 1938 zerstört
78. Synagoge (Kuppenheim), beim Novemberpogrom 1938 zerstört
79. Synagoge (Ladenburg), beim Novemberpogrom 1938 wurde die Inneneinrichtung zerstört
80. Synagoge (Lahr/Schwarzwald), beim Novemberpogrom 1938 wurde die Inneneinrichtung zerstört
81. Synagoge (Lauchheim), beim Novemberpogrom 1938 wurde die Inneneinrichtung zerstört
82. Synagoge Laudenbach (Weikersheim), beim Novemberpogrom 1938 wurde die Inneneinrichtung zerstört
83. Synagoge Laupheim, beim Novemberpogrom 1938 zerstört
84. Synagoge (Leutershausen an der Bergstraße), beim Novemberpogrom 1938 wurde die Inneneinrichtung zerstört
85. Synagoge Lichtenau (Baden), beim Novemberpogrom 1938 wurde die Inneneinrichtung zerstört, das Gebäude wurde 1940 abgetragen
86. Alte Synagoge Lörrach, beim Novemberpogrom 1938 zerstört
87. Synagoge (Ludwigsburg), beim Novemberpogrom 1938 zerstört
88. Synagoge Malsch (Landkreis Karlsruhe), beim Novemberpogrom 1938 zerstört
89. Synagoge Malsch (bei Wiesloch), beim Novemberpogrom 1938 wurde die Inneneinrichtung zerstört, 1939 abgerissen
90. Hauptsynagoge (Mannheim), beim Novemberpogrom 1938 zerstört
91. Lemle-Moses-Klaussynagoge, Mannheim, im Zweiten Weltkrieg durch Bomben zerstört
92. Synagoge (Merchingen), beim Novemberpogrom 1938 wurde die Inneneinrichtung zerstört
93. Synagoge (Michelbach an der Lücke), beim Novemberpogrom 1938 wurde die Inneneinrichtung zerstört
94. Synagoge (Mosbach), beim Novemberpogrom 1938 zerstört
95. Synagoge (Mühringen), beim Novemberpogrom 1938 wurde die Inneneinrichtung zerstört
96. Synagoge Müllheim (Baden), beim Novemberpogrom 1938 wurde die Inneneinrichtung zerstört
97. Synagoge (Münzesheim), 1938/39 abgebrochen
98. Synagoge (Neckarbischofsheim), beim Novemberpogrom 1938 zerstört
99. Synagoge (Neckarzimmern), beim Novemberpogrom 1938 zerstört (das Synagogengebäude war bereits an Privatpersonen verkauft worden)
100. Synagoge (Neidenstein), beim Novemberpogrom 1938 wurde die Inneneinrichtung zerstörtEhemalige Synagoge in Neidenstein (2016)

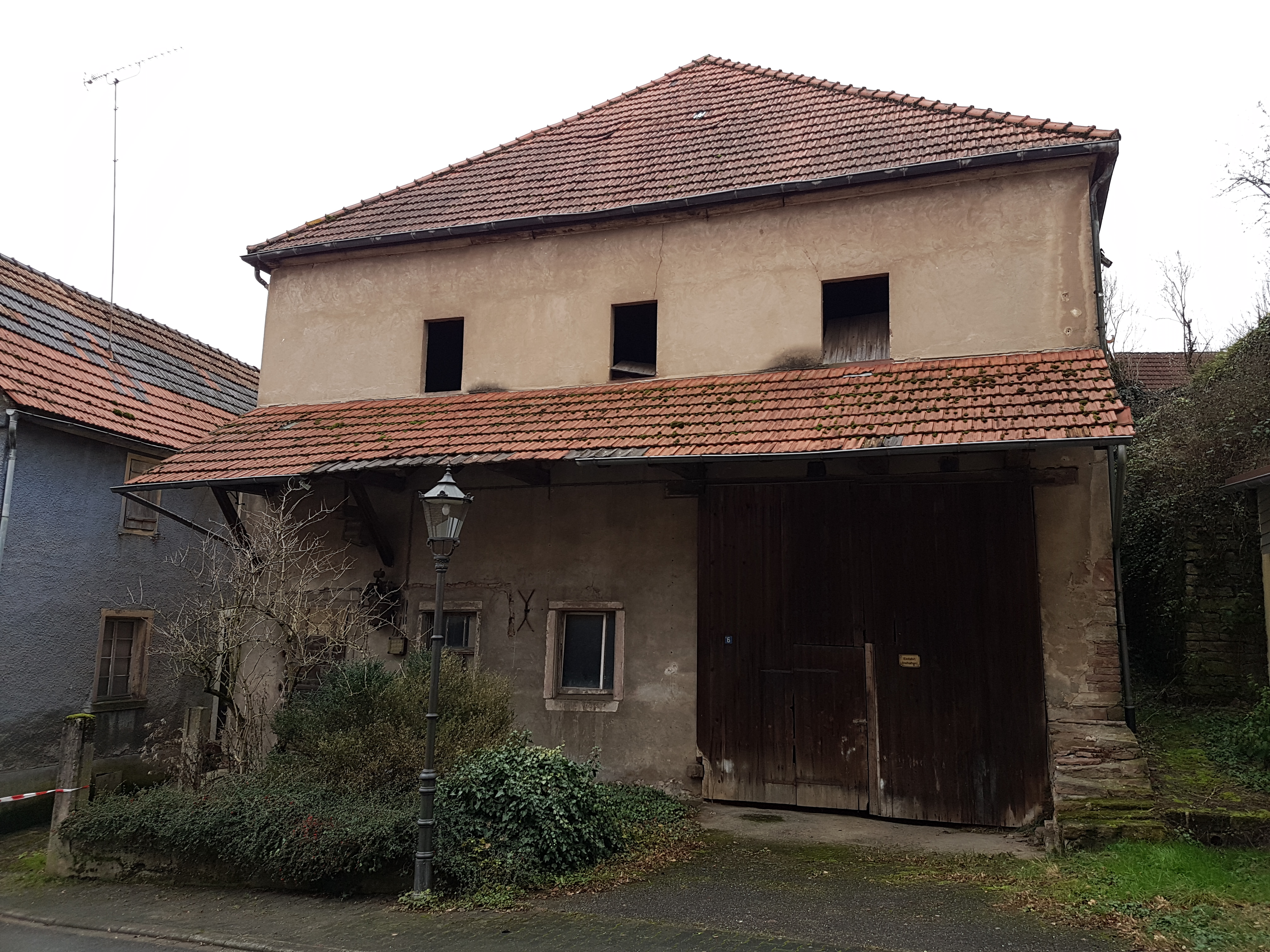
Ehemalige Synagoge in Neidenstein (2016)

101. Synagogen in Niederstetten, durch Kriegseinwirkung zerstört
102. Synagoge (Nonnenweier), beim Novemberpogrom 1938 zerstört
103. Synagoge (Oberdorf am Ipf), beim Novemberpogrom 1938 wurde die Inneneinrichtung zerstört
104. Synagoge (Öhringen), beim Novemberpogrom 1938 wurde die Inneneinrichtung zerstört
105. Synagoge (Offenburg), beim Novemberpogrom 1938 wurde die Inneneinrichtung zerstört
106. Synagoge (Olnhausen), beim Novemberpogrom 1938 wurde die Inneneinrichtung zerstört
107. Alte Synagoge (Pforzheim), beim Novemberpogrom 1938 zerstört
108. Synagoge (Philippsburg), beim Novemberpogrom 1938 zerstört
109. Synagoge (Randegg, Gottmadingen), beim Novemberpogrom 1938 zerstört
110. Synagoge (Rastatt), beim Novemberpogrom 1938 zerstört
111. Synagoge (Rexingen), beim Novemberpogrom 1938 zerstört
112. Synagoge (Rheinbischofsheim), beim Novemberpogrom 1938 zerstört
113. Synagoge Rohrbach (Heidelberg), beim Novemberpogrom 1938 zerstört
114. Synagoge (Rottweil), beim Novemberpogrom 1938 wurde die Inneneinrichtung zerstört
115. Synagoge Rust (Baden), beim Novemberpogrom 1938 wurde die Inneneinrichtung zerstört
116. Synagoge (Sandhausen), beim Novemberpogrom 1938 wurde die Inneneinrichtung zerstört
117. Synagoge (Schluchtern), beim Novemberpogrom 1938 wurde die Inneneinrichtung zerstört
118. Synagoge (Schmieheim), beim Novemberpogrom 1938 wurde die Inneneinrichtung zerstört
119. Synagoge (Schriesheim), beim Novemberpogrom 1938 wurde die Inneneinrichtung zerstört
120. Synagoge (Schwäbisch Gmünd), beim Novemberpogrom 1938 wurde die Inneneinrichtung zerstört
121. Synagoge (Schwäbisch Hall), beim Novemberpogrom 1938 wurde die Inneneinrichtung zerstört
122. Synagoge (Schwetzingen), beim Novemberpogrom 1938 wurde die Inneneinrichtung zerstört
123. Synagoge (Sennfeld), beim Novemberpogrom 1938 wurde die Inneneinrichtung zerstört
124. Synagoge (Sinsheim), beim Novemberpogrom 1938 zerstört
125. Synagoge (Steinbach), beim Novemberpogrom 1938 zerstört
126. Synagoge (Strümpfelbrunn), beim Novemberpogrom 1938 wurde die Inneneinrichtung zerstört
127. Alte Synagoge (Stuttgart), beim Novemberpogrom 1938 zerstört
128. Synagoge Sulzburg, beim Novemberpogrom 1938 wurde die Inneneinrichtung zerstört
129. Synagoge (Talheim), beim Novemberpogrom 1938 wurde die Inneneinrichtung zerstört
130. Synagoge (Tauberbischofsheim), beim Novemberpogrom 1938 wurde die Inneneinrichtung zerstört
131. Synagoge (Tiengen), beim Novemberpogrom 1938 wurde die Inneneinrichtung zerstört
132. Synagoge (Tübingen), beim Novemberpogrom 1938 zerstört
133. Alte Synagoge (Ulm), beim Novemberpogrom 1938 zerstört
134. Synagoge Untergrombach, beim Novemberpogrom 1938 wurde die Inneneinrichtung zerstört
135. Synagoge (Villingen), beim Novemberpogrom 1938 wurde die Inneneinrichtung zerstört
136. Synagoge Walldorf (Baden), beim Novemberpogrom 1938 wurde die Inneneinrichtung zerstört
137. Synagoge (Wangen am See), beim Novemberpogrom 1938 zerstört
138. Synagoge (Weikersheim), beim Novemberpogrom 1938 wurde die Inneneinrichtung zerstört
139. Synagoge Weingarten (Baden), beim Novemberpogrom 1938 wurde die Inneneinrichtung zerstört
140. Neue Synagoge (Weinheim), beim Novemberpogrom 1938 zerstört
141. Synagoge (Wenkheim), beim Novemberpogrom 1938 wurde die Inneneinrichtung zerstört
142. Synagoge (Wiesloch), beim Novemberpogrom 1938 wurde die Inneneinrichtung zerstört
143. Synagoge (Wollenberg), beim Novemberpogrom 1938 zerstört

### Bayern

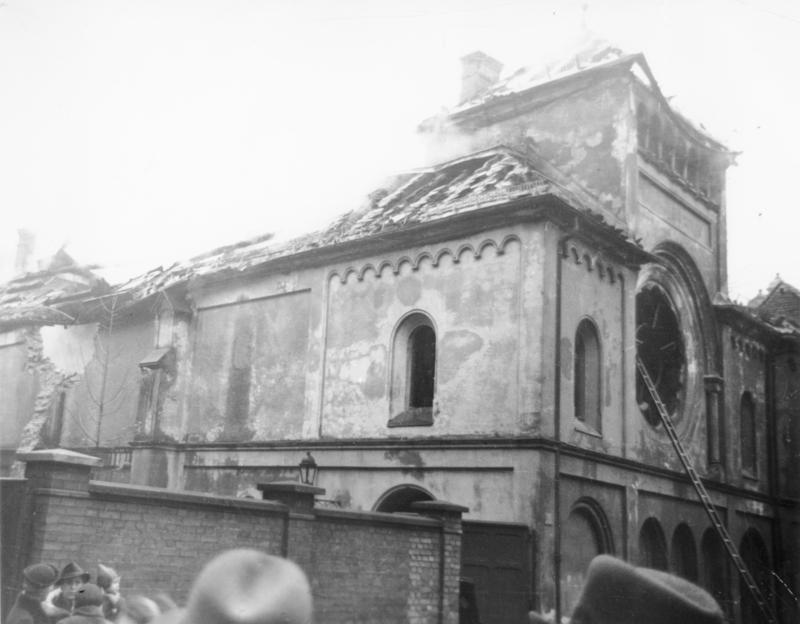
Die orthodoxe Synagoge Ohel Jakob in der Münchner Herzog-Rudolf-Straße nach dem Brandanschlag am 9. November 1938

1. Synagoge (Acholshausen), 1944 durch einen Luftangriff zerstört
2. Synagoge Adelsberg (Gemünden am Main), beim Novemberpogrom 1938 zerstört
3. Synagoge (Adelsdorf), beim Novemberpogrom 1938 wurde die Inneneinrichtung zerstört
4. Synagoge (Altenmuhr), beim Novemberpogrom 1938 wurde die Inneneinrichtung zerstört
5. Synagoge (Altenschönbach), beim Novemberpogrom 1938 wurden die Inneneinrichtung und die Ritualien zerstört
6. Synagoge Altenstadt (Iller), beim Novemberpogrom 1938 wurde die Inneneinrichtung beschädigt und die Kultgegenstände verbrannt
7. Synagoge (Alzenau), beim Novemberpogrom 1938 wurden die Inneneinrichtung und die Ritualien zerstört
8. Synagoge (Amberg), beim Novemberpogrom 1938 wurde die Inneneinrichtung zerstört
9. Synagoge (Ansbach), beim Novemberpogrom 1938 wurden Teile der Inneneinrichtung zerstört
10. Synagoge (Aschaffenburg), beim Novemberpogrom 1938 zerstört
11. Synagoge (Aufseß), 1939 abgerissen
12. Synagoge (Augsburg), beim Novemberpogrom 1938 wurde die Inneneinrichtung zerstört
13. Synagoge (Bad Brückenau), beim Novemberpogrom 1938 zerstört
14. Neue Synagoge (Bad Kissingen), beim Novemberpogrom 1938 zerstört
15. Synagoge (Bad Windsheim), 1939 abgerissen
16. Synagoge (Baiersdorf), beim Novemberpogrom 1938 zerstört
17. Synagogen in Bamberg, Synagoge von 1910, beim Novemberpogrom 1938 zerstört
18. Scheunensynagoge Bechhofen, beim Novemberpogrom 1938 zerstört
19. Synagoge (Berolzheim), beim Novemberpogrom 1938 zerstört
20. Synagoge (Binswangen), beim Novemberpogrom 1938 geplündert und geschändet
21. Synagoge (Burghaslach), beim Novemberpogrom 1938 wurde die Inneneinrichtung zerstört
22. Synagoge (Burgkunstadt), beim Novemberpogrom 1938 zerstört
23. Synagoge (Burgpreppach), beim Novemberpogrom 1938 zerstört
24. Synagoge (Burgsinn), beim Novemberpogrom 1938 wurde die Inneneinrichtung zerstört
25. Synagoge (Buttenwiesen), beim Novemberpogrom 1938 wurden die Inneneinrichtung und die Ritualien zerstört
26. Scheunensynagoge Colmberg, während des Zweiten Weltkrieges abgerissen
27. Synagoge (Ermershausen), beim Novemberpogrom 1938 wurden die Inneneinrichtung und die Ritualien zerstört
28. Synagoge Fellheim, beim Novemberpogrom 1938 wurden die Inneneinrichtung und die Ritualien zerstört
29. Synagoge (Feuchtwangen), beim Novemberpogrom 1938 zerstört
30. Synagoge (Fischach), am 15. November 1938 im Inneren durch SA-Männer zerstört
31. Synagoge Floß, beim Novemberpogrom 1938 wurden die Inneneinrichtung und die Ritualien zerstört
32. Synagoge (Forchheim), beim Novemberpogrom 1938 zerstört
33. Hauptsynagoge (Fürth), beim Novemberpogrom 1938 zerstört
34. Synagoge (Gaukönigshofen), beim Novemberpogrom 1938 wurden die Inneneinrichtung und die Ritualien zerstört
35. Synagoge (Giebelstadt), beim Novemberpogrom 1938 zerstört
36. Synagoge (Goßmannsdorf am Main), beim Novemberpogrom 1938 wurden die Inneneinrichtung und die Ritualien zerstört
37. Synagoge (Großlangheim), beim Novemberpogrom 1938 wurde die Inneneinrichtung zerstört
38. Synagoge (Großostheim), beim Novemberpogrom 1938 wurde die Inneneinrichtung zerstört
39. Synagoge Hagenbach (Pretzfeld), beim Novemberpogrom 1938 wurde die Inneneinrichtung zerstört und im selben Jahr das Gebäude abgerissen
40. Synagoge (Hainsfarth), beim Novemberpogrom 1938 wurden die Inneneinrichtung und die Ritualien zerstört
41. Synagoge (Hammelburg), beim Novemberpogrom 1938 wurden die Inneneinrichtung und die Ritualien zerstört
42. Synagoge Harburg (Schwaben), beim Novemberpogrom 1938 wurde die Inneneinrichtung zerstört
43. Synagoge (Haßfurt), beim Novemberpogrom 1938 wurden die Inneneinrichtung und die Ritualien zerstört
44. Synagoge (Heidenheim), beim Novemberpogrom 1938 zerstört
45. Synagoge (Heidingsfeld), beim Novemberpogrom 1938 zerstört
46. Synagoge Heßdorf (Karsbach), beim Novemberpogrom 1938 wurde die Inneneinrichtung zerstört
47. Synagoge (Hirschaid), beim Novemberpogrom 1938 zerstört
48. Synagoge (Höchberg), beim Novemberpogrom 1938 wurde die Inneneinrichtung zerstört
49. Synagoge (Hörstein), beim Novemberpogrom 1938 wurde die Inneneinrichtung zerstört
50. Synagoge Hof (Saale), beim Novemberpogrom 1938 zerstört
51. Synagoge (Hofheim in Unterfranken), beim Novemberpogrom 1938 wurden die Inneneinrichtung und die Ritualien zerstört
52. Synagoge (Homburg am Main), beim Novemberpogrom 1938 wurde die Inneneinrichtung zerstört und am ersten Weihnachtstag 1938 fiel das Synagogengebäude einem Brandanschlag zum Opfer
53. Synagoge (Hürben), beim Novemberpogrom 1938 wurde die Inneneinrichtung zerstört
54. Synagoge Hüttenbach (Simmelsdorf), beim Novemberpogrom 1938 zerstört
55. Synagoge Hüttenheim (Willanzheim), beim Novemberpogrom 1938 wurde die Inneneinrichtung zerstört
56. Synagoge (Ichenhausen), beim Novemberpogrom 1938 wurde die Inneneinrichtung zerstört
57. Synagoge (Ingolstadt), beim Novemberpogrom 1938 wurde die Inneneinrichtung zerstört
58. Synagoge Karbach (Unterfranken), beim Novemberpogrom 1938 wurde die Inneneinrichtung zerstört
59. Synagoge (Karlstadt), beim Novemberpogrom 1938 wurde die Inneneinrichtung zerstört
60. Alte Synagoge (Kitzingen), durch ein Bombardement am 23. Februar 1945 zerstört
61. Synagoge (Kitzingen), beim Novemberpogrom 1938 zerstört
62. Synagoge (Kleinbardorf), beim Novemberpogrom 1938 wurde die Inneneinrichtung zerstört
63. Synagoge (Kleinlangheim), beim Novemberpogrom 1938 wurde die Inneneinrichtung zerstört
64. Synagoge (Kleinsteinach (Riedbach)), beim Novemberpogrom 1938 wurden die Inneneinrichtung und die Ritualien zerstört
65. Synagoge (Klingenberg am Main), beim Novemberpogrom 1938 wurde die Inneneinrichtung zerstört
66. Synagoge Laudenbach (Karlstadt), beim Novemberpogrom 1938 wurde die Inneneinrichtung zerstört
67. Synagoge (Lohr am Main), beim Novemberpogrom 1938 wurde die Inneneinrichtung zerstört
68. Synagoge (Mainbernheim), beim Novemberpogrom 1938 zerstört
69. Synagoge (Mainstockheim), beim Novemberpogrom 1938 wurde die Inneneinrichtung zerstört
70. Synagoge (Marktbreit), beim Novemberpogrom 1938 wurde die Inneneinrichtung zerstört
71. Synagoge (Maßbach), beim Novemberpogrom 1938 wurde die Inneneinrichtung zerstört
72. Synagoge (Mellrichstadt) am 30. September 1938 zerstört
73. Synagoge (Memmelsdorf in Unterfranken), beim Novemberpogrom 1938 wurde die Inneneinrichtung zerstört
74. Synagoge (Memmingen), nach dem Novemberpogrom 1938 abgebrochen
75. Synagoge (Miltenberg), beim Novemberpogrom 1938 zerstört
76. Alte Hauptsynagoge München, im Juni 1938 zerstört
77. Alte Synagoge Ohel Jakob, München, beim Novemberpogrom 1938 zerstört
78. Synagoge (Niederwerrn), beim Novemberpogrom 1938 wurde die Inneneinrichtung zerstört
79. Synagogen in Nürnberg#Synagoge am Hans-Sachs-Platz, am 10. August 1938 zerstört
80. Synagogen in Nürnberg#Synagoge in der Essenweinstraße 7, beim Novemberpogrom 1938 zerstört
81. Synagoge Adass Jisroel (Nürnberg), beim Novemberpogrom 1938 zerstört
82. Synagoge (Oberaltertheim), beim Novemberpogrom 1938 wurde die Inneneinrichtung zerstört
83. Synagoge (Oettingen), beim Novemberpogrom 1938 wurden die Inneneinrichtung und die Ritualien zerstört
84. Synagoge (Ottensoos), beim Novemberpogrom 1938 wurde die Inneneinrichtung zerstört
85. Neue Synagoge (Regensburg), beim Novemberpogrom 1938 zerstört
86. Synagoge (Reckendorf), beim Novemberpogrom 1938 wurde die Inneneinrichtung zerstört
87. Synagoge Reichenberg (Unterfranken), am 24. November 1939 (!) wurde die Inneneinrichtung der Synagoge zerstört
88. Synagoge (Rimpar), beim Novemberpogrom 1938 wurden die Inneneinrichtung und die Ritualien zerstört
89. Synagoge (Roth), nach dem Wegzug der letzten jüdischen Einwohner wurde Ende 1935 der Innenraum der Synagoge zerstört
90. Synagoge (Schopfloch), beim Novemberpogrom 1938 zerstört
91. Synagoge Schweinfurt, beim Novemberpogrom 1938 verwüstet, bei einem Luftangriff 1943 zerstört
92. Synagoge (Schweinshaupten), Anfang 1938 wurde das Synagogengebäude weit unter Preis verkauft und vor oder kurz nach 1945 abgebrochen
93. Synagoge (Sommerhausen), beim Novemberpogrom 1938 wurde die Inneneinrichtung zerstört
94. Synagoge (Tauberrettersheim), beim Novemberpogrom 1938 wurde die Inneneinrichtung zerstört
95. Synagoge (Thalmässing), beim Novemberpogrom 1938 wurde die Inneneinrichtung zerstört
96. Synagoge (Unteraltertheim), beim Novemberpogrom 1938 wurde die Inneneinrichtung zerstört
97. Synagoge (Weiden in der Oberpfalz), beim Novemberpogrom 1938 wurde die Inneneinrichtung zerstört
98. Synagoge Westheim (Knetzgau), beim Novemberpogrom 1938 wurden die Inneneinrichtung und die Ritualien zerstört
99. Synagoge (Windsbach), beim Novemberpogrom 1938 wurde die Inneneinrichtung zerstört

### Berlin

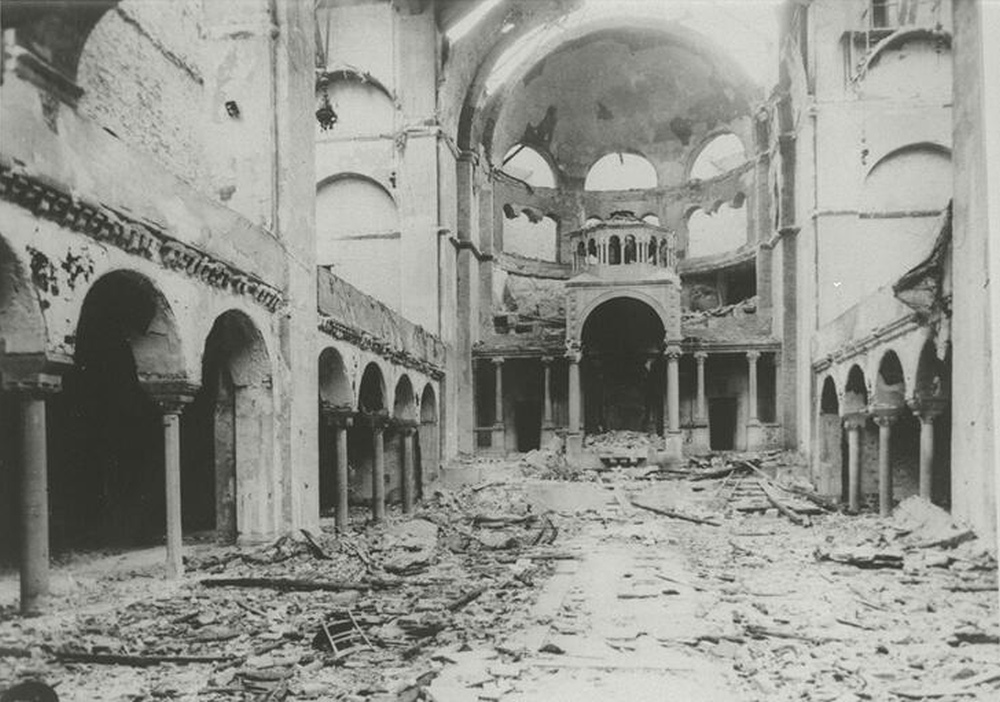
Zerstörte Synagoge in der Fasanenstraße in Berlin

1. Alte Synagoge (Berlin), im Zweiten Weltkrieg zerstört
2. Synagoge Beth Zion, beim Novemberpogrom 1938 die Inneneinrichtung zerstört
3. Synagoge Charlottenburg, beim Novemberpogrom 1938 beschädigt, 1957 abgerissen
4. Synagoge Fasanenstraße, beim Novemberpogrom 1938 zerstört
5. Synagoge „Friedenstempel“ Halensee, beim Novemberpogrom 1938 zerstört
6. Synagoge Grunewald, beim Novemberpogrom 1938 zerstört
7. Israelitische Synagogen-Gemeinde Adass Jisroel zu Berlin, im Zweiten Weltkrieg zerstört
8. Synagoge Kleine Auguststraße, beim Novemberpogrom 1938 zerstört
9. Synagoge Levetzowstraße, im Zweiten Weltkrieg beschädigt, 1955 abgerissen
10. Synagoge Lindenstraße, beim Novemberpogrom beschädigt, im Zweiten Weltkrieg zerstört
11. Synagoge Prinzregentenstraße, beim Novemberpogrom 1938 zerstört
12. Spandauer Vereinssynagoge, beim Novemberpogrom 1938 zerstört
13. Synagoge Steglitz, beim Novemberpogrom 1938 die Inneneinrichtung verwüstet

### Brandenburg
1. Synagoge (Angermünde), beim Novemberpogrom 1938 zerstört
2. Synagoge (Arnswalde), beim Novemberpogrom 1938 zerstört
3. Synagoge (Brandenburg an der Havel), beim Novemberpogrom 1938 zerstört
4. Alte Synagoge (Cottbus), beim Novemberpogrom 1938 zerstört
5. Synagoge (Eberswalde), beim Novemberpogrom 1938 zerstört
6. Synagoge (Fürstenwalde/Spree), beim Novemberpogrom 1938 zerstört
7. Synagoge (Küstrin), beim Novemberpogrom 1938 zerstört
8. Synagoge Lübben (Spreewald), beim Novemberpogrom 1938 zerstört
9. Synagoge (Luckenwalde), beim Novemberpogrom 1938 wurde die Inneneinrichtung zerstört
10. Alte Synagoge (Potsdam), im Zweiten Weltkrieg zerstört

### Bremen
1. Synagoge, Gartenstraße 6 (Bremen), beim Novemberpogrom 1938 zerstört
2. Synagoge (Wesermünde, jetzt Bremerhaven, Schulstr. 5), beim Novemberpogrom 1938 zerstört

### Hamburg
1. Bornplatzsynagoge, beim Novemberpogrom 1938 zerstört
2. Synagoge Kohlhöfen, 1934 abgerissen
3. Neue Dammtorsynagoge, 1943 durch Bomben zerstört
4. Synagoge Newe Schalom (Altona), 1940 abgerissen
5. Schewes Achim, 1943 durch Bomben zerstört

### Hessen

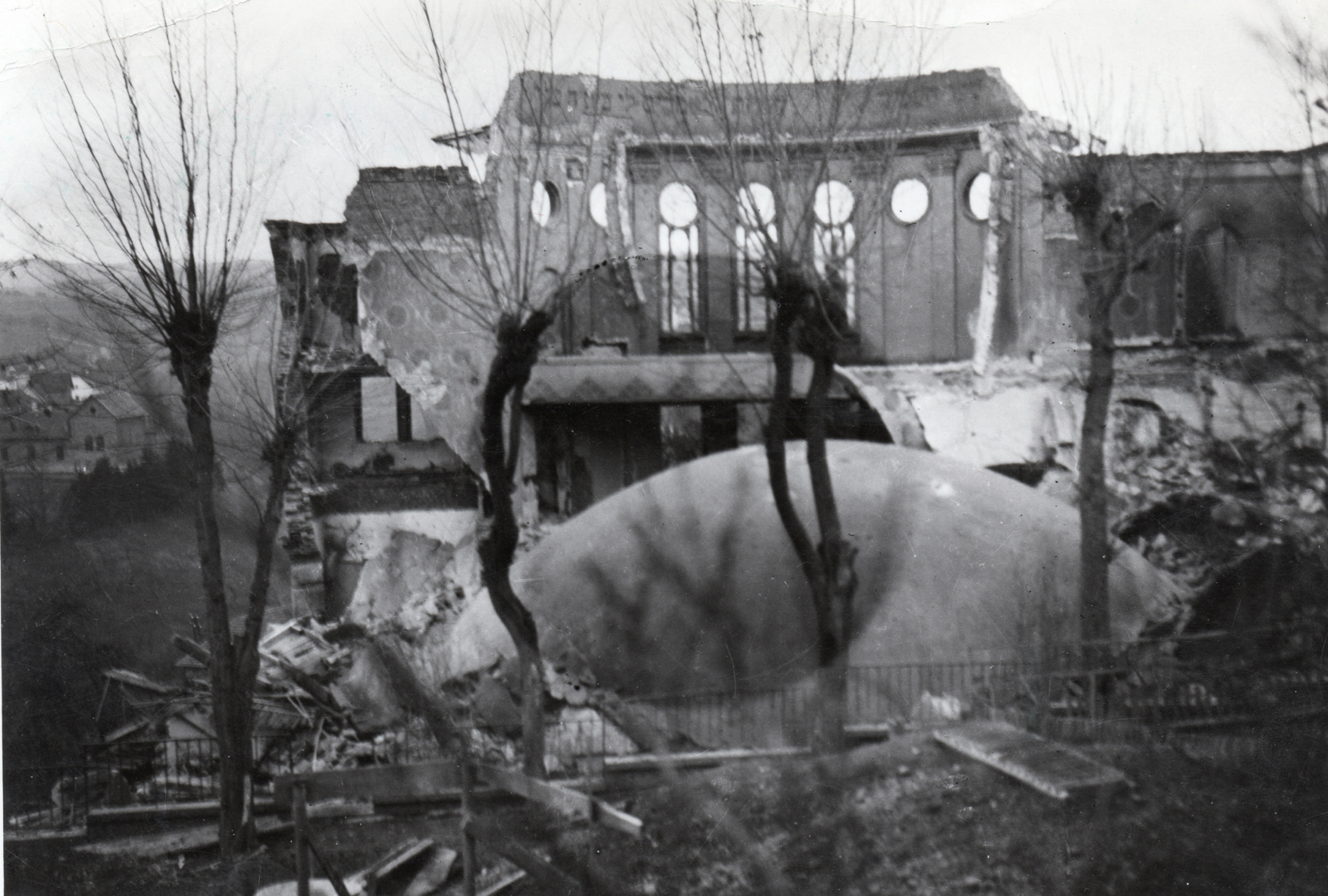
Die zerstörte Synagoge in Bad Wildungen

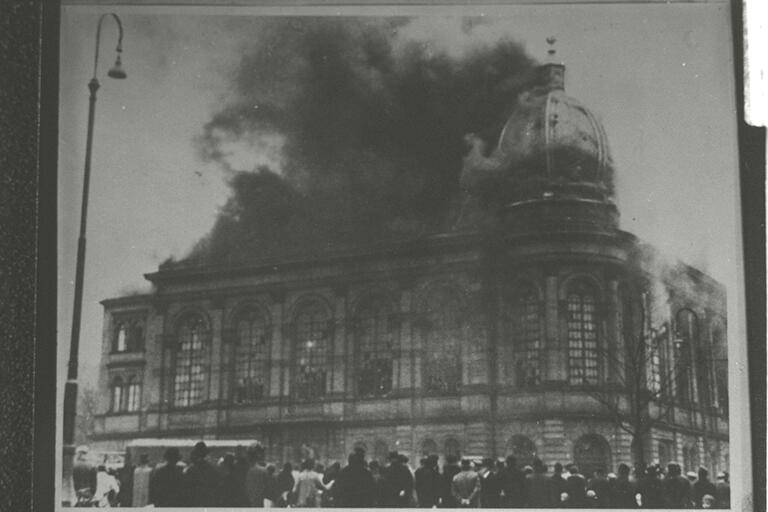
Brennende Synagoge am Börneplatz in Frankfurt

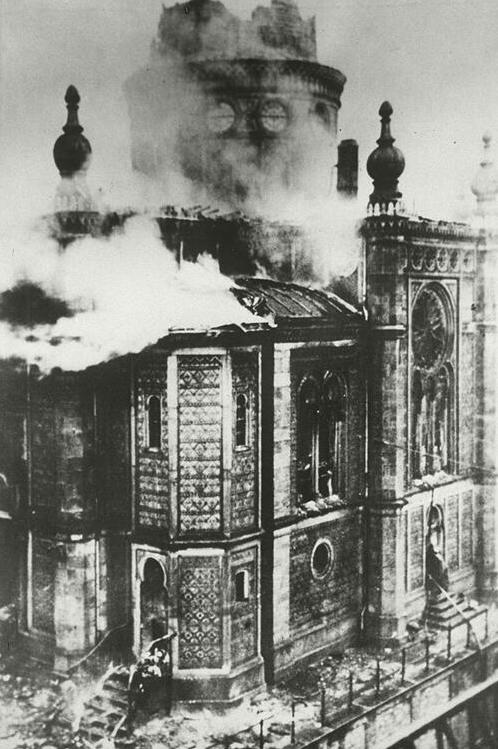
Brennende Synagoge in Wiesbaden

1. Synagoge (Abterode), beim Novemberpogrom 1938 wurde die Inneneinrichtung zerstört
2. Synagoge (Adorf), 1939 abgerissen
3. Synagoge Allendorf (Lumda), beim Novemberpogrom 1938 wurde die Inneneinrichtung zerstört
4. Synagoge Alsbach (Bergstraße), beim Novemberpogrom 1938 wurde die Inneneinrichtung zerstört
5. Synagoge (Alsfeld), beim Novemberpogrom 1938 zerstört
6. Synagoge Altenstadt (Hessen), beim Novemberpogrom 1938 zerstört
7. Synagoge Assenheim (Niddatal), beim Novemberpogrom 1938 wurde die Inneneinrichtung zerstört
8. Synagoge Babenhausen (Hessen), beim Novemberpogrom 1938 wurde die Inneneinrichtung zerstört
9. Synagoge Bad Camberg, beim Novemberpogrom 1938 zerstört
10. Synagoge (Bad Hersfeld), beim Novemberpogrom 1938 zerstört
11. Synagoge (Bad Homburg vor der Höhe), beim Novemberpogrom 1938 zerstört
12. Synagoge (Bad Nauheim), beim Novemberpogrom 1938 wurde die Inneneinrichtung zerstört
13. Synagoge (Bad Schwalbach), beim Novemberpogrom 1938 zerstört
14. Synagoge (Bad Soden am Taunus), beim Novemberpogrom 1938 wurde die Inneneinrichtung zerstört
15. Synagoge (Bad Vilbel), beim Novemberpogrom 1938 wurde die Inneneinrichtung zerstört
16. Synagoge (Bad Wildungen), beim Novemberpogrom 1938 zerstört
17. Synagoge (Bad Zwesten), beim Novemberpogrom 1938 wurde die Inneneinrichtung zerstört
18. Synagoge (Battenberg), beim Novemberpogrom 1938 zerstört
19. Synagoge (Battenfeld), beim Novemberpogrom 1938 zerstört
20. Synagoge (Baumbach), beim Novemberpogrom 1938 zerstört
21. Synagoge (Bebra), beim Novemberpogrom 1938 wurde die Inneneinrichtung zerstört
22. Synagoge (Beerfelden), beim Novemberpogrom 1938 zerstört
23. Synagoge (Bensheim), beim Novemberpogrom 1938 zerstört
24. Synagoge Bergen (Bergen-Enkheim), beim Novemberpogrom 1938 zerstört
25. Synagoge (Biblis), beim Novemberpogrom 1938 wurde die Inneneinrichtung zerstört
26. Synagoge Biebrich (Wiesbaden), beim Novemberpogrom 1938 zerstört
27. Synagoge Birkenau (Odenwald), beim Novemberpogrom 1938 zerstört
28. Synagoge Borken (Hessen), beim Novemberpogrom 1938 wurde die Inneneinrichtung zerstört
29. Synagoge (Braunfels), beim Novemberpogrom 1938 wurde die Inneneinrichtung zerstört
30. Synagoge (Breuna), beim Novemberpogrom 1938 wurde die Inneneinrichtung und das Dach zerstört
31. Synagoge Büdesheim (Schöneck), beim Novemberpogrom 1938 zerstört
32. Synagoge (Bürstadt), Mitte der 1930er Jahre wurde das Synagogengebäude veräußert und anschließend vom neuen Besitzer abgerissen
33. Synagoge (Büttelborn), wurde 1936 vollkommen demoliert und danach von der jüdischen Gemeinde verkauft
34. Synagoge (Burghaun), beim Novemberpogrom 1938 zerstört
35. Synagoge (Butzbach), beim Novemberpogrom 1938 zerstört
36. Synagoge (Crainfeld), beim Novemberpogrom 1938 wurde die Inneneinrichtung zerstört
37. Liberale Synagoge (Darmstadt), beim Novemberpogrom 1938 zerstört
38. Orthodoxe Synagoge (Darmstadt), beim Novemberpogrom 1938 zerstört
39. Synagoge (Dieburg), beim Novemberpogrom 1938 wurde die Inneneinrichtung zerstört
40. Synagoge (Diemerode), beim Novemberpogrom 1938 wurde die Inneneinrichtung zerstört
41. Synagoge (Düdelsheim), beim Novemberpogrom 1938 wurde die Inneneinrichtung zerstört
42. Synagoge (Echzell), beim Novemberpogrom 1938 wurde die Inneneinrichtung zerstört
43. Synagoge (Egelsbach), beim Novemberpogrom 1938 wurde die Inneneinrichtung zerstört
44. Synagoge (Ehringshausen), beim Novemberpogrom 1938 wurde die Inneneinrichtung zerstört
45. Synagoge (Einartshausen), beim Novemberpogrom 1938 beschädigt
46. Synagoge (Eiterfeld), beim Novemberpogrom 1938 wurde die Inneneinrichtung zerstört
47. Synagoge (Eltville am Rhein), beim Novemberpogrom 1938 wurde die Inneneinrichtung zerstört
48. Synagoge (Eschwege), beim Novemberpogrom 1938 wurde die Inneneinrichtung zerstört
49. Synagoge Felsberg (Hessen), beim Novemberpogrom 1938 wurde die Inneneinrichtung zerstört
50. Synagoge (Flieden), beim Novemberpogrom 1938 wurde die Inneneinrichtung zerstört
51. Synagoge (Flörsheim am Main), beim Novemberpogrom 1938 zerstört
52. Synagoge Frankenberg (Eder), beim Novemberpogrom 1938 wurde die Inneneinrichtung zerstört
53. Synagoge (Frankershausen), beim Novemberpogrom 1938 wurde die Inneneinrichtung zerstört
54. Börneplatzsynagoge, Frankfurt am Main, beim Novemberpogrom 1938 zerstört
55. Kompostellhof, Frankfurt am Main, bei den Luftangriffen 1944 schwer beschädigt und anschließend abgerissen
56. Hauptsynagoge (Frankfurt am Main), beim Novemberpogrom 1938 zerstört
57. Synagoge Friedberger Anlage, Frankfurt am Main, beim Novemberpogrom 1938 zerstört
58. Synagoge (Frankfurt-Bockenheim), beim Novemberpogrom 1938 zerstört
59. Synagoge (Frankfurt-Heddernheim), beim Novemberpogrom 1938 verwüstet und 1943 abgerissen
60. Synagoge (Frankfurt-Höchst), beim Novemberpogrom 1938 zerstört
61. Synagoge Rödelheim, Frankfurt am Main, beim Novemberpogrom 1938 zerstört
62. Synagoge (Frickhofen), beim Novemberpogrom 1938 wurde die Inneneinrichtung zerstört
63. Synagoge Friedberg (Hessen), beim Novemberpogrom 1938 zerstört
64. Synagoge (Frielendorf), beim Novemberpogrom 1938 wurde die Inneneinrichtung zerstört
65. Synagoge (Fritzlar), beim Novemberpogrom 1938 zerstört
66. Synagoge Fronhausen (Lahn), beim Novemberpogrom 1938 wurde die Inneneinrichtung zerstört
67. Synagoge (Fulda), beim Novemberpogrom 1938 zerstört
68. Synagoge Gambach (Münzenberg), beim Novemberpogrom 1938 wurde die Inneneinrichtung zerstört
69. Synagoge Gemünden (Wohra), beim Novemberpogrom 1938 zerstört
70. Synagoge Gersfeld (Rhön), beim Novemberpogrom 1938 zerstört
71. Liberale Synagoge (Gießen), beim Novemberpogrom 1938 zerstört
72. Orthodoxe Synagoge (Gießen), beim Novemberpogrom 1938 zerstört
73. Synagoge (Gilserberg), beim Novemberpogrom 1938 zerstört
74. Synagoge (Gladenbach), nach 1939 abgerissen
75. Synagoge Gräfenhausen (Weiterstadt), beim Novemberpogrom 1938 zerstört
76. Synagoge (Grebenau), beim Novemberpogrom 1938 zerstört
77. Synagoge (Grebenstein), beim Novemberpogrom 1938 zerstört
78. Synagoge (Griedel), beim Novemberpogrom 1938 zerstört
79. Synagoge (Griesheim), bei einem Bombenangriff Ende August 1944 zerstört
80. Synagoge (Groß-Bieberau), beim Novemberpogrom 1938 zerstört
81. Synagoge (Groß-Gerau), beim Novemberpogrom 1938 zerstört
82. Synagoge (Groß-Karben), beim Novemberpogrom 1938 zerstört
83. Synagoge (Groß-Umstadt), beim Novemberpogrom 1938 wurde die Inneneinrichtung zerstört
84. Synagoge (Groß-Zimmern), beim Novemberpogrom 1938 wurde die Inneneinrichtung zerstört, 1971 bei der Ortssanierung abgebrochen
85. Synagoge (Großen-Buseck), beim Novemberpogrom 1938 wurde die Inneneinrichtung zerstört
86. Synagoge Großkrotzenburg, beim Novemberpogrom 1938 wurde die Inneneinrichtung zerstört
87. Synagoge (Grüsen), beim Novemberpogrom 1938 wurde die Inneneinrichtung zerstört
88. Synagoge (Guxhagen), beim Novemberpogrom 1938 wurde die Inneneinrichtung zerstört
89. Synagoge (Habitzheim), beim Novemberpogrom 1938 wurden die Inneneinrichtung und die Ritualien zerstört
90. Synagoge (Hadamar), beim Novemberpogrom 1938 wurde die Inneneinrichtung zerstört
91. Synagoge Halsdorf (Wohratal), beim Novemberpogrom 1938 wurde die Inneneinrichtung zerstört
92. Alte Synagoge (Hanau), beim Novemberpogrom 1938 zerstört
93. Synagoge (Heinebach), beim Novemberpogrom 1938 wurde die Inneneinrichtung zerstört
94. Synagoge (Helmarshausen), beim Novemberpogrom 1938 wurde die Inneneinrichtung zerstört
95. Synagoge Heppenheim (Bergstraße), beim Novemberpogrom 1938 zerstört
96. Synagoge Herborn, beim Novemberpogrom 1938 wurde die Inneneinrichtung zerstört
97. Synagoge Hergershausen (Babenhausen), beim Novemberpogrom 1938 zerstört
98. Synagoge (Herleshausen), beim Novemberpogrom 1938 zerstört
99. Synagoge (Heusenstamm), beim Novemberpogrom 1938 wurde die Inneneinrichtung zerstört
100. Synagoge (Himbach), beim Novemberpogrom 1938 zerstört
101. Synagoge (Hochheim am Main), beim Novemberpogrom 1938 wurde die Inneneinrichtung zerstört
102. Synagoge Hochstadt (Maintal), beim Novemberpogrom 1938 wurde die Inneneinrichtung zerstört
103. Synagoge (Höchst im Odenwald), beim Novemberpogrom 1938 zerstört
104. Synagoge (Hofgeismar), beim Novemberpogrom 1938 wurde die Inneneinrichtung zerstört und 1939 wurde das Gebäude abgerissen
105. Synagoge (Hofheim am Taunus), beim Novemberpogrom 1938 wurde die Inneneinrichtung zerstört
106. Synagoge Hoof (Schauenburg), beim Novemberpogrom 1938 wurde die Inneneinrichtung zerstört
107. Synagoge (Hünfeld), beim Novemberpogrom 1938 zerstört
108. Synagoge (Hüttengesäß), beim Novemberpogrom 1938 wurde die Inneneinrichtung zerstört
109. Synagoge (Hungen), beim Novemberpogrom 1938 wurde die Inneneinrichtung zerstört
110. Synagoge Idstein, beim Novemberpogrom 1938 wurde die Inneneinrichtung zerstört
111. Synagoge (Jesberg), beim Novemberpogrom 1938 wurde die Inneneinrichtung zerstört
112. Synagoge (Kassel), beim Novemberpogrom 1938 zerstört
113. Synagoge (Kestrich), beim Novemberpogrom 1938 wurde die Inneneinrichtung zerstört
114. Synagoge Kirchhain, beim Novemberpogrom 1938 wurde die Inneneinrichtung zerstört
115. Synagoge (Kirtorf), beim Novemberpogrom 1938 wurde die Inneneinrichtung zerstört
116. Synagoge Klein-Krotzenburg, beim Novemberpogrom 1938 wurde die Inneneinrichtung zerstört
117. Synagoge (Königstein im Taunus), beim Novemberpogrom 1938 zerstört
118. Synagoge (Korbach), beim Novemberpogrom 1938 zerstört
119. Synagoge (Lampertheim), beim Novemberpogrom 1938 zerstört
120. Synagoge Langen (Hessen), beim Novemberpogrom 1938 zerstört
121. Synagoge (Langendernbach), beim Novemberpogrom 1938 wurde die Inneneinrichtung zerstört
122. Synagoge (Langendiebach), beim Novemberpogrom 1938 wurde die Inneneinrichtung zerstört
123. Synagoge (Langenselbold), beim Novemberpogrom 1938 wurde die Inneneinrichtung zerstört
124. Synagoge (Langstadt), beim Novemberpogrom 1938 wurde die Inneneinrichtung zerstört
125. Synagoge (Laubach), beim Novemberpogrom 1938 zerstört
126. Synagoge (Laufenselden), beim Novemberpogrom 1938 zerstört
127. Synagoge (Lauterbach), beim Novemberpogrom 1938 zerstört
128. Synagoge (Lich), beim Novemberpogrom 1938 wurde die Inneneinrichtung zerstört
129. Synagoge (Lieblos), beim Novemberpogrom 1938 wurde die Inneneinrichtung zerstört
130. Alte Synagoge (Limburg an der Lahn), beim Novemberpogrom 1938 wurde die Inneneinrichtung zerstört
131. Synagoge (Lohrhaupten), beim Novemberpogrom 1938 wurden die Fenster eingeworfen
132. Synagoge (Londorf), beim Novemberpogrom 1938 wurde die Inneneinrichtung zerstört
133. Synagoge (Lorsch), beim Novemberpogrom 1938 zerstört
134. Synagoge Marburg (1897–1938), beim Novemberpogrom 1938 zerstört
135. Synagoge Mardorf (Amöneburg), beim Novemberpogrom 1938 wurde die Inneneinrichtung zerstört
136. Synagoge (Marköbel), beim Novemberpogrom 1938 zerstört
137. Synagoge (Meimbressen), beim Novemberpogrom 1938 zerstört
138. Synagoge (Melsungen), beim Novemberpogrom 1938 wurde die Inneneinrichtung zerstört
139. Synagoge Merzhausen (Willingshausen), beim Novemberpogrom 1938 teilweise zerstört und nach 1945 abgerissen
140. Synagoge Michelstadt, beim Novemberpogrom 1938 wurde die Inneneinrichtung zerstört
141. Synagoge (Momberg), beim Novemberpogrom 1938 wurde die Inneneinrichtung zerstört
142. Synagoge (Mühlheim am Main), beim Novemberpogrom 1938 wurde die Inneneinrichtung zerstört
143. Synagoge (Münzenberg), beim Novemberpogrom 1938 wurde die Inneneinrichtung zerstört
144. Synagoge Naumburg (Hessen), beim Novemberpogrom 1938 zerstört
145. Synagoge (Neckarsteinach), beim Novemberpogrom 1938 wurde die Inneneinrichtung zerstört
146. Synagoge (Nentershausen), beim Novemberpogrom 1938 wurde die Inneneinrichtung zerstört
147. Synagoge Neuhof (bei Fulda), beim Novemberpogrom 1938 wurde die Inneneinrichtung zerstört
148. Synagoge Neukirchen (Knüll), beim Novemberpogrom 1938 wurde die Inneneinrichtung zerstört
149. Synagoge Niedenstein, beim Novemberpogrom 1938 wurde die Inneneinrichtung zerstört
150. Synagoge (Niederaula), beim Novemberpogrom 1938 wurde die Inneneinrichtung zerstört
151. Synagoge (Nieder-Mockstadt), beim Novemberpogrom 1938 wurde die Inneneinrichtung zerstört
152. Synagoge (Nieder-Ohmen), im September 1935 wurde die Synagoge durch Jugendliche demoliert
153. Synagoge (Niederurff), beim Novemberpogrom 1938 wurde die Inneneinrichtung zerstört
154. Synagoge (Niederweidbach), beim Novemberpogrom 1938 wurde die Inneneinrichtung zerstört
155. Synagoge (Obbornhofen), beim Novemberpogrom 1938 wurde die Inneneinrichtung zerstört
156. Synagoge Oberaula, beim Novemberpogrom 1938 wurde die Inneneinrichtung zerstört
157. Synagoge (Ober-Gleen), beim Novemberpogrom 1938 wurde die Inneneinrichtung zerstört
158. Synagoge (Ober-Ramstadt), beim Novemberpogrom 1938 zerstört
159. Synagoge (Ober-Seemen), beim Novemberpogrom 1938 wurde die Inneneinrichtung zerstört
160. Synagoge Oestrich (Rheingau), beim Novemberpogrom 1938 wurde die Inneneinrichtung zerstört
161. Synagoge (Offenbach am Main), beim Novemberpogrom 1938 wurde die Inneneinrichtung zerstört
162. Synagoge (Offenbach-Bürgel), beim Novemberpogrom 1938 wurde die Inneneinrichtung zerstört
163. Synagoge (Pfungstadt), beim Novemberpogrom 1938 wurde die Inneneinrichtung zerstört
164. Synagoge (Rauischholzhausen), beim Novemberpogrom 1938 zerstört
165. Synagoge (Reichensachsen), beim Novemberpogrom 1938 wurde die Inneneinrichtung zerstört
166. Synagoge (Reinheim), beim Novemberpogrom 1938 wurde die Inneneinrichtung zerstört
167. Synagoge Rimbach (Odenwald), beim Novemberpogrom 1938 wurde die Inneneinrichtung zerstört
168. Synagoge Rohrbach (Büdingen), beim Novemberpogrom 1938 wurde die Inneneinrichtung zerstört
169. Synagoge Rosenthal (Hessen), beim Novemberpogrom 1938 wurde die Inneneinrichtung zerstört
170. Synagoge Roßdorf (bei Darmstadt), beim Novemberpogrom 1938 wurden Teile des Gebäudes zerstört
171. Synagoge (Rotenburg an der Fulda), beim Novemberpogrom 1938 wurde die Inneneinrichtung zerstört
172. Landsynagoge (Roth), beim Novemberpogrom 1938 wurde die Inneneinrichtung zerstört
173. Synagoge (Rüdesheim am Rhein), beim Novemberpogrom 1938 zerstört
174. Synagoge (Rüsselsheim am Main), beim Novemberpogrom 1938 wurde die Inneneinrichtung zerstört
175. Synagoge (Schaafheim), beim Novemberpogrom 1938 wurde die Inneneinrichtung zerstört
176. Synagoge Schierstein (Wiesbaden), beim Novemberpogrom 1938 zerstört
177. Synagoge Schlüchtern, beim Novemberpogrom 1938 wurde die Inneneinrichtung zerstört
178. Synagoge (Schotten), beim Novemberpogrom 1938 wurde die Inneneinrichtung zerstört
179. Synagoge (Somborn), beim Novemberpogrom 1938 wurde die Inneneinrichtung zerstört
180. Synagoge Sprendlingen (Dreieich), beim Novemberpogrom 1938 zerstört
181. Synagoge Staden (Florstadt), beim Novemberpogrom 1938 wurde die Inneneinrichtung zerstört
182. Synagoge Steinheim (Hanau), beim Novemberpogrom 1938 wurde die Inneneinrichtung zerstört
183. Synagoge (Sterbfritz), beim Novemberpogrom 1938 wurde die Inneneinrichtung zerstört
184. Synagoge (Storndorf), beim Novemberpogrom 1938 wurde die Inneneinrichtung zerstört
185. Synagoge Tann (Rhön), beim Novemberpogrom 1938 zerstört
186. Synagoge (Treis an der Lumda), beim Novemberpogrom 1938 wurde die Inneneinrichtung zerstört
187. Synagoge (Treysa), beim Novemberpogrom 1938 wurde die Inneneinrichtung zerstört
188. Synagoge (Usingen), im September 1938 wurden die Fenster der Synagoge eingeschlagen und die Inneneinrichtung verwüstet
189. Synagoge (Villmar), beim Novemberpogrom 1938 wurde die Inneneinrichtung zerstört
190. Synagoge (Vollmerz), beim Novemberpogrom 1938 wurde die Inneneinrichtung zerstört
191. Synagoge Wachenbuchen, 1938 wurde die Inneneinrichtung zerstört
192. Synagoge Wallau (Hofheim am Taunus), 1938 wurde die Inneneinrichtung zerstört
193. Synagoge (Wenings), beim Novemberpogrom 1938 wurde die Inneneinrichtung zerstört
194. Synagoge (Wetter), beim Novemberpogrom 1938 wurde die Inneneinrichtung zerstört
195. Synagoge (Wetzlar), beim Novemberpogrom 1938 wurde die Inneneinrichtung zerstört
196. Alte Synagoge (Wiesbaden), beim Novemberpogrom 1938 zerstört
197. Synagoge Windecken, beim Novemberpogrom 1938 zerstört
198. Synagoge (Wohra), beim Novemberpogrom 1938 wurde die Inneneinrichtung zerstört
199. Synagoge (Wolfhagen), beim Novemberpogrom 1938 zerstört
200. Synagoge (Wolfskehlen), beim Novemberpogrom 1938 wurde die Inneneinrichtung zerstört
201. Synagoge Ziegenhain (Schwalmstadt), beim Novemberpogrom 1938 wurde die Inneneinrichtung zerstört
202. Synagoge (Zierenberg), beim Novemberpogrom 1938 zerstört

### Mecklenburg-Vorpommern
1. Synagoge (Anklam), 1942 abgerissen
2. Synagoge (Güstrow), beim Novemberpogrom 1938 zerstört
3. Alte Synagoge (Hagenow), beim Novemberpogrom 1938 wurde die Inneneinrichtung zerstört
4. Synagoge (Löcknitz), beim Novemberpogrom 1938 wurde die Inneneinrichtung zerstört
5. Synagoge (Malchin), Ende des Zweiten Weltkriegs zerstört
6. Synagoge (Neubrandenburg), beim Novemberpogrom 1938 zerstört
7. Synagoge (Parchim), beim Novemberpogrom 1938 wurde die Inneneinrichtung zerstört
8. Synagoge (Rostock), beim Novemberpogrom 1938 zerstört
9. Synagoge (Schwerin), beim Novemberpogrom 1938 zerstört
10. Synagoge (Stralsund), beim Novemberpogrom 1938 zerstört
11. Synagoge (Strelitz Alt), beim Novemberpogrom 1938 zerstört
12. Synagoge (Teterow), beim Novemberpogrom 1938 zerstört

### Niedersachsen
1. Synagoge (Achim), beim Novemberpogrom 1938 wurde die Inneneinrichtung zerstört
2. Synagoge (Adelebsen), beim Novemberpogrom 1938 zerstört
3. Synagoge Aurich, beim Novemberpogrom 1938 zerstört
4. Synagoge Barsinghausen, beim Novemberpogrom 1938 wurde die Inneneinrichtung zerstört
5. Synagoge (Bassum), 1935 abgerissen
6. Synagoge Bad Bentheim, beim Novemberpogrom 1938 wurde die Inneneinrichtung zerstört
7. Neue Synagoge (Braunschweig), beim Novemberpogrom 1938 zerstört
8. Synagoge Bremke (Gleichen), beim Novemberpogrom 1938 zerstört
9. Synagoge (Bückeburg), beim Novemberpogrom 1938 wurde die Inneneinrichtung zerstört
10. Synagoge (Burgdorf), beim Novemberpogrom 1938 wurde die Inneneinrichtung zerstört
11. Synagoge Celle, beim Novemberpogrom 1938 wurde die Inneneinrichtung zerstört
12. Synagoge (Cloppenburg), beim Novemberpogrom 1938 zerstört
13. Synagoge (Delmenhorst), beim Novemberpogrom 1938 zerstört
14. Synagoge Dornum, am 7. November 1938 verkauft; beim Novemberpogrom Gegenstände entwendet
15. Synagoge Duderstadt, beim Novemberpogrom 1938 zerstört
16. Neue Synagoge (Einbeck), beim Novemberpogrom 1938 zerstört
17. Synagoge (Emden), beim Novemberpogrom 1938 zerstört
18. Alte Synagoge (Göttingen), beim Novemberpogrom 1938 zerstört
19. Synagoge Gronau (Leine), beim Novemberpogrom 1938 zerstört
20. Synagoge (Hagen im Bremischen), beim Novemberpogrom 1938 zerstört
21. Alte Synagoge (Hameln), beim Novemberpogrom 1938 zerstört
22. Neue Synagoge (Hannover), beim Novemberpogrom 1938 zerstört
23. Synagoge Hannoversch Münden, 1938 zerstört
24. Synagoge Haren (Ems), beim Novemberpogrom 1938 zerstört
25. Synagoge am Lappenberg, Hildesheim, beim Novemberpogrom 1938 zerstört
26. Synagoge (Holzminden), beim Novemberpogrom 1938 wurde die Inneneinrichtung zerstört
27. Synagoge (Hoya), beim Novemberpogrom 1938 zerstört
28. Synagoge (Jever), beim Novemberpogrom 1938 zerstört
29. Synagoge Lathen, beim Novemberpogrom 1938 zerstört
30. Synagoge (Leer), beim Novemberpogrom 1938 zerstört, siehe auch Jüdische Gemeinde Leer
31. Synagoge (Lemförde), beim Novemberpogrom 1938 wurde die Inneneinrichtung zerstört
32. Synagoge Lingen (Ems), beim Novemberpogrom 1938 zerstört
33. Synagoge (Lüneburg), kurz vor dem Novemberpogrom zwangsweise verkauft und wenig später abgerissen
34. Synagoge (Meppen), beim Novemberpogrom 1938 zerstört
35. Synagoge Neustadt am Rübenberge, beim Novemberpogrom 1938 zerstört
36. Synagoge Nienburg, beim Novemberpogrom 1938 zerstört
37. Synagoge Norden, beim Novemberpogrom 1938 zerstört
38. Synagoge (Nordhorn), beim Novemberpogrom 1938 zerstört
39. Synagoge Obernkirchen, Inneneinrichtung beim Novemberpogrom 1938 zerstört
40. Alte Synagoge (Oldenburg), beim Novemberpogrom 1938 zerstört
41. Alte Synagoge (Osnabrück), beim Novemberpogrom 1938 zerstört
42. Synagoge Osterode, Inneneinrichtung beim Novemberpogrom 1938 zerstört
43. Synagoge Papenburg, beim Novemberpogrom 1938 zerstört
44. Synagoge Pattensen, beim Novemberpogrom 1938 zerstört
45. Synagoge (Peine), beim Novemberpogrom 1938 zerstört
46. Synagoge (Quakenbrück), beim Novemberpogrom 1938 zerstört
47. Synagoge Rehburg-Loccum, Innenraum beim Novemberpogrom 1938 zerstört
48. Synagoge Sachsenhagen, Innenraum beim Novemberpogrom 1938 zerstört
49. Synagoge Scharmbeck, Innenraum beim Novemberpogrom 1938 zerstört
50. Jacobstempel (Seesen), beim Novemberpogrom 1938 zerstört
51. Synagoge Sögel, beim Novemberpogrom 1938 zerstört
52. Ehemalige Synagoge Stadthagen, beim Novemberpogrom 1938 wurde die Inneneinrichtung zerstört. Heute Gedenk- und Lernort.
53. Synagoge Stadtoldendorf, beim Novemberpogrom 1938 zerstört
54. Synagoge Stolzenau, beim Novemberpogrom 1938 zerstört
55. Synagoge Twistringen, beim Novemberpogrom 1938 zerstört
56. Synagoge Varel, beim Novemberpogrom 1938 zerstört
57. Synagoge (Vechta), beim Novemberpogrom 1938 zerstört
58. Synagoge Veldhausen/Neuenhaus, beim Novemberpogrom 1938 zerstört
59. Synagoge Verden (Aller), in der Pogromnacht 9./10. November 1938 vollständig ausgebrannt
60. Synagoge Weener, beim Novemberpogrom 1938 zerstört
61. Synagoge Wildeshausen, beim Novemberpogrom 1938 zerstört
62. Synagoge Wilhelmshaven, beim Novemberpogrom 1938 zerstört
63. Synagoge (Wolfenbüttel), beim Novemberpogrom 1938 zerstört
64. Neue Synagoge (Wunstorf), beim Novemberpogrom 1938 Inneneinrichtung zerstört

### Nordrhein-Westfalen

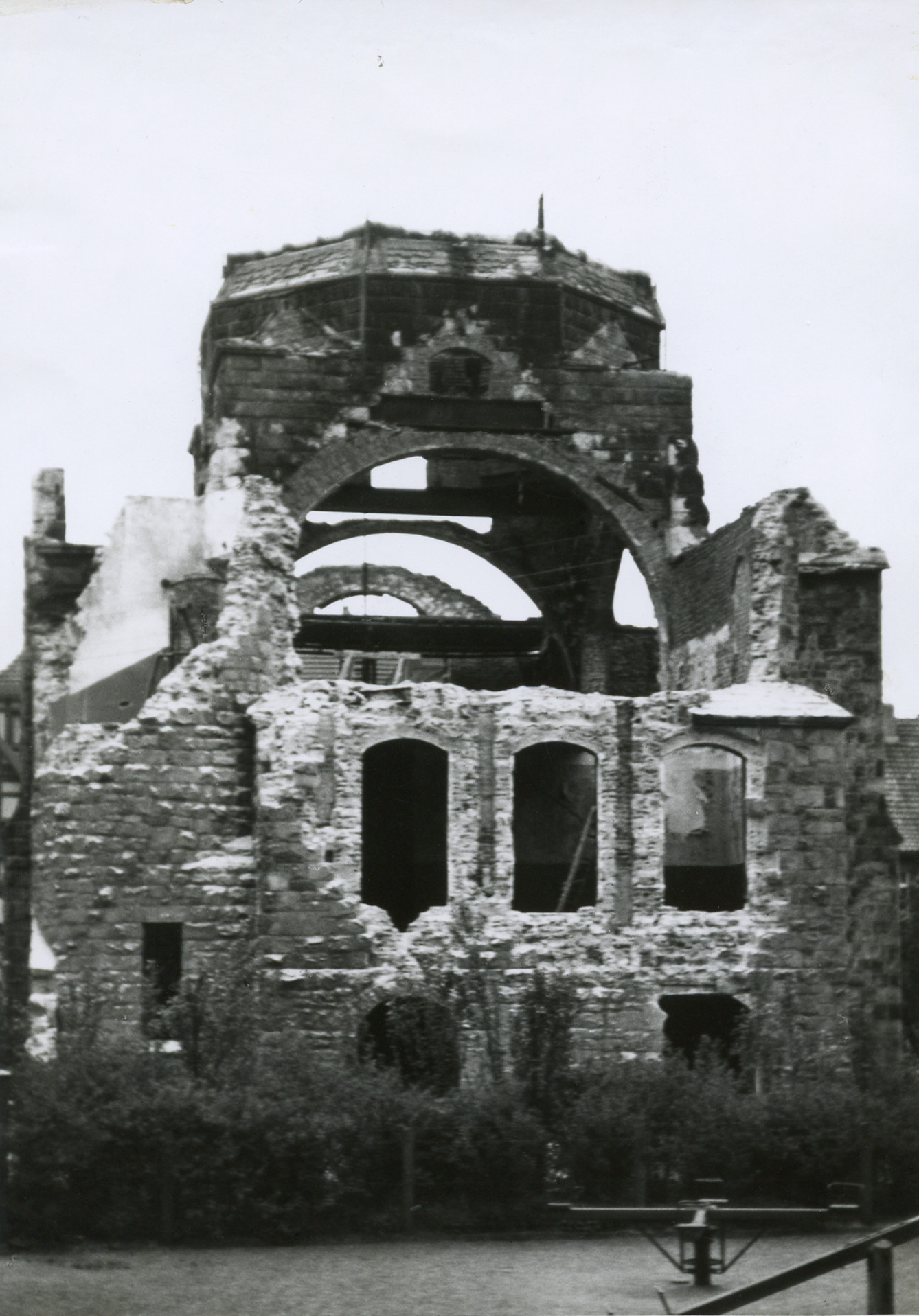
Zerstörte Synagoge in Detmold

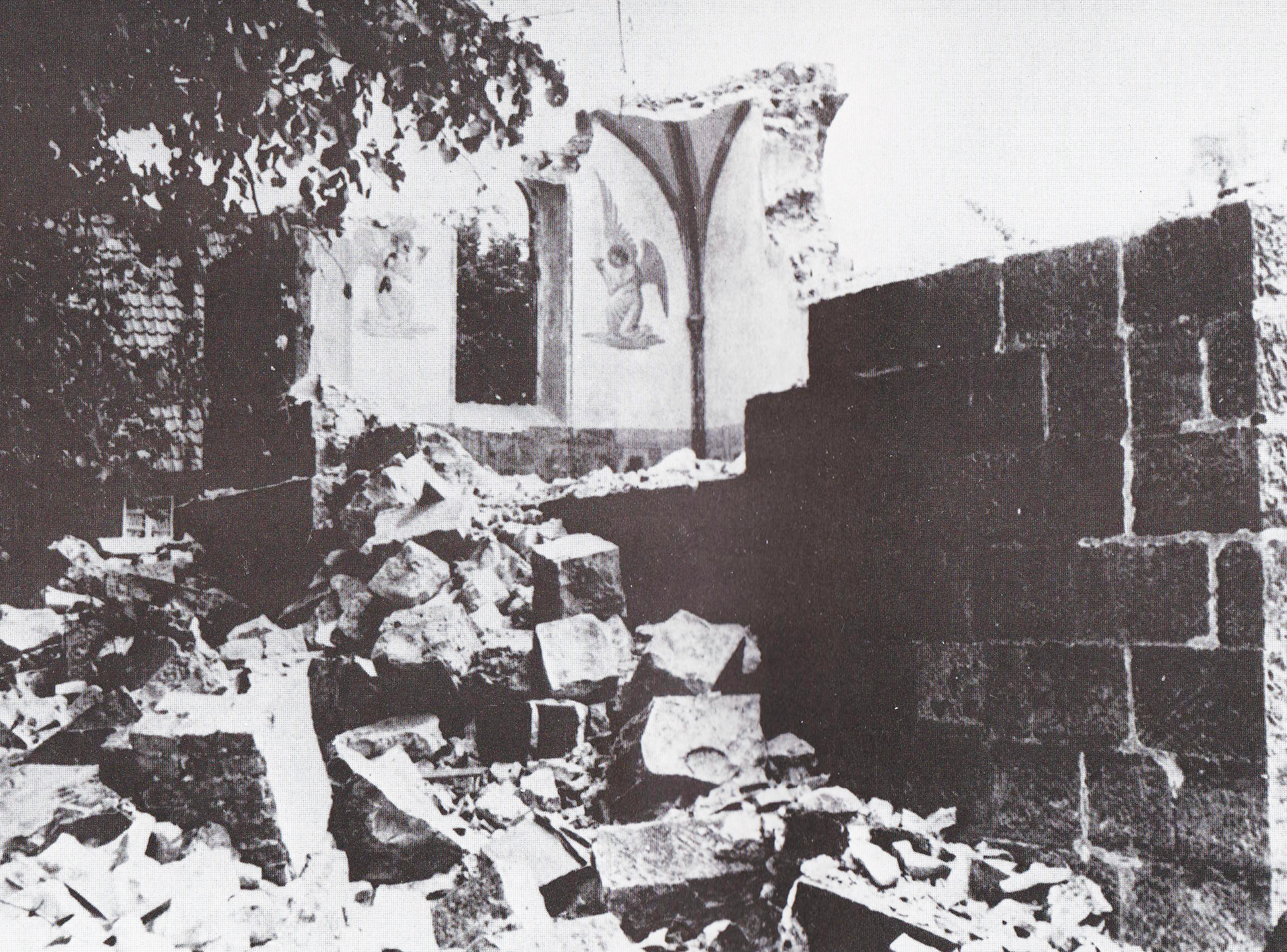
Synagogenruine in Werl

1. Alte Synagoge (Aachen), beim Novemberpogrom 1938 zerstört
2. Synagoge (Ahaus), beim Novemberpogrom 1938 zerstört
3. Synagoge (Ahlen), beim Novemberpogrom 1938 zerstört
4. Synagoge Aldenhoven, zerstört im Zweiten Weltkrieg
5. Synagoge (Alpen), beim Novemberpogrom 1938 zerstört
6. Synagoge (Altena), beim Novemberpogrom 1938 wurde die Inneneinrichtung zerstört
7. Synagoge (Anholt), 1945 durch Kriegseinwirkung vollständig zerstört
8. Synagoge Arnsberg, beim Novemberpogrom 1938 zerstört
9. Synagoge (Bad Driburg), beim Novemberpogrom 1938 zerstört
10. Synagoge (Bad Godesberg), beim Novemberpogrom 1938 zerstört
11. Synagoge (Bad Honnef), beim Novemberpogrom 1938 zerstört
12. Synagoge (Bad Salzuflen), beim Novemberpogrom 1938 zerstört
13. Synagoge (Bedburdyck), 1937 verkauft --Spelthahn (Diskussion) 13:42, 15. Jan. 2025 (CET)wurde dennoch im Novemberpogrom 1938 verwüstet.
14. Synagoge (Beuel), beim Novemberpogrom 1938 zerstört
15. Alte Synagoge (Bielefeld), beim Novemberpogrom 1938 zerstört
16. Synagoge Blumenthal (Hellenthal), beim Novemberpogrom 1938 zerstört
17. Synagoge (Bocholt), im Krieg zerstört
18. Alte Synagoge Bochum, beim Novemberpogrom 1938 zerstört
19. Synagoge (Bösingfeld), beim Novemberpogrom 1938 wurde die Inneneinrichtung zerstört
20. Alte Synagoge (Bonn), beim Novemberpogrom 1938 zerstört
21. Synagoge Borghorst (Steinfurt), beim Novemberpogrom 1938 zerstört
22. Synagoge (Borken), nach dem Novemberpogrom 1938 abgerissen
23. Synagoge Bornheim (Rheinland), beim Novemberpogrom 1938 zerstört
24. Synagoge (Breyell), beim Novemberpogrom 1938 zerstört
25. Synagoge Brilon, beim Novemberpogrom 1938 zerstört
26. Synagoge (Brühl), beim Novemberpogrom 1938 zerstört
27. Synagoge (Bünde), beim Novemberpogrom 1938 zerstört
28. Synagoge Büren, beim Novemberpogrom 1938 zerstört
29. Synagoge (Burgsteinfurt), beim Novemberpogrom 1938 zerstört
30. Synagoge (Castrop), beim Novemberpogrom 1938 zerstört
31. Synagoge Detmold, beim Novemberpogrom 1938 zerstört
32. Synagoge Dinslaken, beim Novemberpogrom 1938 zerstört
33. Alte Synagoge (Dortmund), Abriss im Dezember 1938
34. Synagoge (Hörde), Dortmund, beim Novemberpogrom 1938 zerstört
35. Synagoge Drove, beim Novemberpogrom 1938 zerstört
36. Synagoge Duisburg, beim Novemberpogrom 1938 zerstört
37. Synagoge Düren, beim Novemberpogrom 1938 zerstört
38. Große Synagoge (Düsseldorf), beim Novemberpogrom 1938 zerstört
39. Synagoge Ehrenfeld (Köln), beim Novemberpogrom 1938 zerstört
40. Synagoge Embken, beim Novemberpogrom 1938 zerstört
41. Synagoge Epe (Westfalen), beim Novemberpogrom 1938 zerstört
42. Synagoge (Eschweiler), beim Novemberpogrom 1938 zerstört
43. Alte Synagoge (Essen), beim Novemberpogrom 1938 im Inneren durch Brandstiftung schwer beschädigt
44. Synagoge (Euskirchen), beim Novemberpogrom 1938 zerstört
45. Synagoge Frenz, zerstört im Zweiten Weltkrieg
46. Synagoge Friesheim, beim Novemberpogrom 1938 zerstört
47. Synagoge (Geilenkirchen), beim Novemberpogrom 1938 zerstört
48. Synagoge (Geistingen), beim Novemberpogrom 1938 zerstört
49. Synagoge (Geldern), beim Novemberpogrom 1938 zerstört
50. Alte Synagoge (Gelsenkirchen), beim Novemberpogrom 1938 zerstört
51. Synagoge Gemen (Borken), beim Novemberpogrom 1938 zerstört
52. Synagoge (Gemünd), heute Stadtteil von Schleiden, beim Novemberpogrom 1938 zerstört
53. Synagoge (Goch), beim Novemberpogrom 1938 zerstört
54. Synagoge (Grevenbroich), beim Novemberpogrom 1938 zerstört
55. Synagoge Gronau (Westfalen), beim Novemberpogrom 1938 zerstört
56. Synagoge Gürzenich, beim Novemberpogrom 1938 zerstört
57. Synagoge (Gütersloh), beim Novemberpogrom 1938 zerstört
58. Synagoge Gymnich, im Zweiten Weltkrieg zerstört
59. Synagoge Haaren (Bad Wünnenberg), beim Novemberpogrom 1938 wurde die Inneneinrichtung zerstört
60. Alte Synagoge (Hagen), beim Novemberpogrom 1938 zerstört
61. Synagoge (Hallenberg), beim Novemberpogrom 1938 wurde die Inneneinrichtung zerstört
62. Synagoge (Haltern am See), beim Novemberpogrom 1938 wurde die Inneneinrichtung zerstört
63. Synagoge (Hamborn), beim Novemberpogrom 1938 wurde die Inneneinrichtung zerstört
64. Synagoge Hamm, beim Novemberpogrom 1938 zerstört
65. Synagoge Hattingen, beim Novemberpogrom 1938 zerstört
66. Synagoge (Heinsberg), beim Novemberpogrom 1938 wurde die Inneneinrichtung zerstört; das Gebäude wurde 1944 durch einen Bombenangriff zerstört
67. Synagoge Herford, beim Novemberpogrom 1938 zerstört
68. Synagoge (Herne), beim Novemberpogrom 1938 zerstört
69. Synagoge (Hoengen), beim Novemberpogrom 1938 zerstört
70. Synagoge (Hohenlimburg), beim Novemberpogrom 1938 wurde die Inneneinrichtung zerstört
71. Synagoge (Honnef), beim Novemberpogrom 1938 zerstört
72. Synagoge (Hopsten), beim Novemberpogrom 1938 zerstört
73. Synagoge Horn (Horn-Bad Meinberg), beim Novemberpogrom 1938 wurde die Inneneinrichtung zerstört
74. Synagoge (Horstmar), beim Novemberpogrom 1938 zerstört
75. Synagoge (Hovestadt), 1934 abgerissen
76. Synagoge Hüls (Krefeld), beim Novemberpogrom 1938 zerstört
77. Synagoge (Ibbenbüren), beim Novemberpogrom 1938 zerstört
78. Synagoge (Iserlohn), beim Novemberpogrom 1938 zerstört
79. Synagoge (Jüchen), beim Novemberpogrom 1938 zerstört
80. Synagoge Jülich, beim Novemberpogrom 1938 wurden die Kultgegenstände außerhalb der Synagoge verbrannt. Die Synagoge wurde 1956   abgerissen.
81. Synagoge (Kaldenkirchen), beim Novemberpogrom 1938 wurde die Inneneinrichtung zerstört
82. Synagoge (Kalkar), beim Novemberpogrom 1938 zerstört
83. Synagoge (Kamen), möglicherweise beim Novemberpogrom 1938 zerstört
84. Synagoge (Kempen), beim Novemberpogrom 1938 zerstört
85. Synagoge (Kerpen), beim Novemberpogrom 1938 wurde die Inneneinrichtung zerstört
86. Synagoge (Kleve), beim Novemberpogrom 1938 zerstört
87. Synagoge Glockengasse (Köln), beim Novemberpogrom 1938 zerstört
88. Synagoge (Kommern), beim Novemberpogrom 1938 zerstört
89. Synagoge (Korschenbroich), beim Novemberpogrom 1938 wurde die Inneneinrichtung zerstört
90. Synagoge Krefeld, beim Novemberpogrom 1938 zerstört
91. Synagoge Lage (Lippe), 1935 wurde das Synagogengebäude verwüstet, die Stadt ließ 1938 das Gebäude abreißen
92. Synagoge Langenfeld (Rheinland), beim Novemberpogrom 1938 zerstört
93. Synagoge Langerwehe, beim Novemberpogrom 1938 zerstört
94. Synagoge Langweiler, beim Novemberpogrom 1938 wurde die Inneneinrichtung zerstört
95. Synagoge (Lechenich), beim Novemberpogrom 1938 zerstört
96. Synagoge (Lemgo), beim Novemberpogrom 1938 zerstört
97. Synagoge Lengerich, beim Novemberpogrom 1938 wurde die Inneneinrichtung zerstört
98. Synagoge Linn (Krefeld), beim Novemberpogrom 1938 zerstört
99. Synagoge (Linnich), beim Novemberpogrom 1938 zerstört
100. Synagoge (Lippstadt), beim Novemberpogrom 1938 zerstört
101. Synagoge (Lübbecke), beim Novemberpogrom 1938 zerstört
102. Synagoge (Lüdinghausen), beim Novemberpogrom 1938 wurde die Inneneinrichtung zerstört
103. Synagoge Lüxheim, beim Novemberpogrom 1938 zerstört
104. Synagoge (Lünen), zerstört im Zweiten Weltkrieg
105. Synagoge (Madfeld), beim Novemberpogrom 1938 zerstört
106. Synagoge (Mechernich), beim Novemberpogrom 1938 zerstört
107. Synagoge Meckenheim (Rheinland), durch Kriegseinwirkung im März 1945 zerstört
108. Synagoge (Medebach), beim Novemberpogrom 1938 zerstört
109. Synagoge (Mehlem), beim Novemberpogrom 1938 zerstört
110. Synagoge (Menden), beim Novemberpogrom 1938 wurde die Inneneinrichtung zerstört
111. Alte Synagoge (Meschede), beim Novemberpogrom 1938 wurde die Inneneinrichtung zerstört
112. Alte Synagoge (Minden), beim Novemberpogrom 1938 zerstört
113. Synagoge Moers, beim Novemberpogrom 1938 Inneneinrichtung zerstört, geplündert und geschlossen
114. Alte Synagoge Münster, beim Novemberpogrom 1938 zerstört
115. Synagoge (Neuenkirchen), beim Novemberpogrom 1938 zerstört
116. Synagoge (Neuss), beim Novemberpogrom 1938 niedergebrannt und 1941 zerstört
117. Synagoge (Oberdollendorf), beim Novemberpogrom 1938 wurde die Inneneinrichtung zerstört, das Gebäude wurde 1939 abgebrochen
118. Synagoge (Opladen), beim Novemberpogrom 1938 zerstört
119. Synagoge (Paderborn), beim Novemberpogrom 1938 zerstört
120. Synagoge (Poppelsdorf), beim Novemberpogrom 1938 zerstört
121. Synagoge (Rheda), beim Novemberpogrom 1938 zerstört
122. Synagoge (Rheine), beim Novemberpogrom 1938 zerstört
123. Synagoge (Schmallenberg), beim Novemberpogrom 1938 zerstört
124. Synagoge (Setterich), beim Novemberpogrom 1938 wurde die Inneneinrichtung zerstört
125. Synagoge Siegen, beim Novemberpogrom 1938 zerstört
126. Synagoge (Soest), beim Novemberpogrom 1938 zerstört
127. Synagoge (Steele), beim Novemberpogrom 1938 zerstört
128. Synagoge Steinheim, beim Novemberpogrom 1938 zerstört
129. Synagoge (Uedem), 1938 oder 1939 abgerissen
130. Synagoge Vettweiß, beim Novemberpogrom 1938 zerstört
131. Synagoge (Wanne-Eickel), beim Novemberpogrom 1938 zerstört
132. Synagoge (Wassenberg), beim Novemberpogrom 1938 zerstört
133. Synagoge Wattenscheid, beim Novemberpogrom 1938 zerstört
134. Synagoge (Werl), beim Novemberpogrom 1938 zerstört
135. Synagoge (Werne), beim Novemberpogrom 1938 zerstört
136. Synagoge (Witten), beim Novemberpogrom 1938 zerstört
137. Alte Synagoge (Barmen) (Wuppertal), beim Novemberpogrom 1938 zerstört
138. Alte Synagoge (Elberfeld) (Wuppertal), beim Novemberpogrom 1938 zerstört
139. Synagoge Bad Laasphe, beim Novemberpogrom 1938 wurde die Inneneinrichtung zerstört, mutige Bürger verhinderten ein Abbrennen, welches zu einem Stadtbrand hätte führen können
140. Synagoge Bad Berleburg, beim Novemberpogrom 1938 wurde die Inneneinrichtung zerstört, im weiteren Verlauf des NS-Reichs abgerissen

### Rheinland-Pfalz

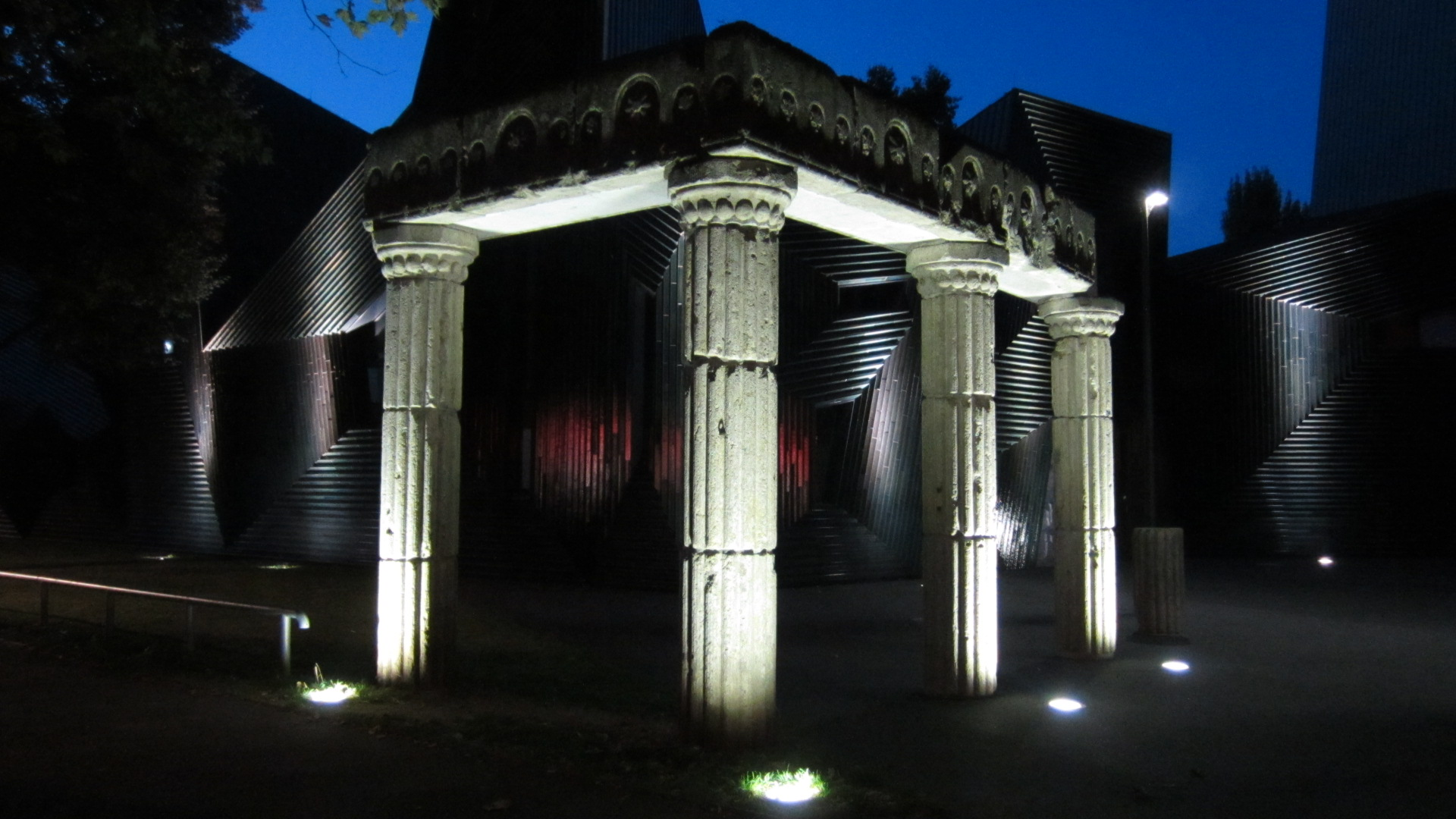
Fragmente der Vorhallenkolonnade der ehemaligen Hauptsynagoge in Mainz

1. Synagoge Aach (bei Trier), beim Novemberpogrom 1938 wurde die Inneneinrichtung zerstört
2. Synagoge (Albersweiler), beim Novemberpogrom 1938 zerstört
3. Synagoge (Altenbamberg), beim Novemberpogrom 1938 zerstört
4. Synagoge Altenkirchen (Westerwald), beim Novemberpogrom 1938 zerstört
5. Synagoge (Alzey), beim Novemberpogrom 1938 zerstört
6. Synagoge (Andernach), beim Novemberpogrom 1938 zerstört
7. Synagoge (Anhausen), beim Novemberpogrom 1938 wurde die Synagoge demoliert
8. Synagoge (Bad Bergzabern), beim Novemberpogrom 1938 zerstört
9. Synagoge (Bad Dürkheim), bei einem Luftangriff im März 1945 zerstört
10. Alte Synagoge (Bad Kreuznach), zerstört im Zweiten Weltkrieg
11. Synagoge (Bad Neuenahr), beim Novemberpogrom 1938 zerstört
12. Synagoge (Bad Sobernheim), beim Novemberpogrom 1938 wurde die Inneneinrichtung zerstört
13. Synagoge Billigheim (Billigheim-Ingenheim), beim Novemberpogrom 1938 zerstört
14. Neue Synagoge (Bingen am Rhein), beim Novemberpogrom 1938 zerstört
15. Synagoge Birkenfeld, 1939 abgerissen
16. Synagoge (Bitburg), zerstört im Zweiten Weltkrieg
17. Synagoge (Böchingen), beim Novemberpogrom 1938 zerstört
18. Synagoge (Böhl), 1940 abgebrochen
19. Synagoge (Bollendorf), beim Novemberpogrom 1938 zerstört
20. Synagoge (Brauneberg), beim Novemberpogrom 1938 wurde die Inneneinrichtung zerstört
21. Synagoge (Butzweiler), beim Novemberpogrom 1938 wurde die Inneneinrichtung zerstört
22. Synagoge (Cochem), beim Novemberpogrom 1938 wurde die Inneneinrichtung zerstört
23. Synagoge (Dieblich), beim Novemberpogrom 1938 wurde die Inneneinrichtung zerstört
24. Synagoge (Dierdorf), beim Novemberpogrom 1938 wurde die Inneneinrichtung zerstört
25. Synagoge (Diez), beim Novemberpogrom 1938 wurde die Inneneinrichtung zerstört
26. Neue Synagoge (Edenkoben)
27. Synagoge (Ediger), beim Novemberpogrom 1938 wurden die Inneneinrichtung und Fenster zerstört
28. Synagoge (Eppelsheim), beim Novemberpogrom 1938 wurde die Inneneinrichtung zerstört
29. Synagoge (Erlenbach bei Dahn), Anfang Oktober 1938 wurde die Synagoge geschändet und die Inneneinrichtung zerstört
30. Synagoge (Flonheim), bereits 1936 wurde die Synagoge geschändet; beim Novemberpogrom 1938 wurde die Inneneinrichtung zerstört
31. Synagoge (Framersheim), beim Novemberpogrom 1938 zerstört
32. Synagoge Frankenthal (Pfalz), beim Novemberpogrom 1938 in Brand gesteckt, 1943 zerstört
33. Synagoge in Freudenburg, beim Novemberpogrom 1938 zerstört
34. Synagoge (Gau-Odernheim), beim Novemberpogrom 1938 wurde die Inneneinrichtung zerstört
35. Synagoge (Gauersheim), beim Novemberpogrom 1938 wurde die Inneneinrichtung zerstört
36. Synagoge (Geinsheim), beim Novemberpogrom 1938 wurde die Inneneinrichtung zerstört
37. Synagoge (Geisig), beim Novemberpogrom 1938 zerstört
38. Synagoge Gemünden (Hunsrück), beim Novemberpogrom 1938 zerstört
39. Synagoge Grünstadt, beim Novemberpogrom 1938 wurde die Inneneinrichtung zerstört
40. Synagoge Guntersblum, beim Novemberpogrom 1938 wurde die Inneneinrichtung zerstört
41. Synagoge (Hachenburg), beim Novemberpogrom 1938 wurde die Inneneinrichtung zerstört
42. Synagoge (Hagenbach), beim Novemberpogrom 1938 zerstört
43. Synagoge (Hahnheim), beim Novemberpogrom 1938 zerstört
44. Synagoge Hamm (Sieg), beim Novemberpogrom 1938 zerstört
45. Synagoge (Haßloch), beim Novemberpogrom 1938 wurde die Inneneinrichtung zerstört
46. Synagoge (Hennweiler), beim Novemberpogrom 1938 wurde die Inneneinrichtung zerstört
47. Synagoge (Heppenheim an der Wiese), beim Novemberpogrom 1938 zerstört
48. Synagoge (Hermeskeil), beim Novemberpogrom 1938 wurde die Inneneinrichtung zerstört; durch Kriegseinwirkung zerstört
49. Synagoge (Herxheim bei Landau/Pfalz), beim Novemberpogrom 1938 zerstört
50. Synagoge Heßloch (Dittelsheim-Heßloch), beim Novemberpogrom 1938 wurde die Inneneinrichtung zerstört
51. Synagoge Hillesheim (Rheinhessen), beim Novemberpogrom 1938 wurde die Inneneinrichtung zerstört
52. Synagoge (Hochspeyer), beim Novemberpogrom 1938 wurde die Inneneinrichtung zerstört
53. Synagoge Niederhochstadt, beim Novemberpogrom 1938 zerstört
54. Synagoge (Holzappel), beim Novemberpogrom 1938 wurde die Inneneinrichtung zerstört
55. Synagoge (Hoppstädten), beim Novemberpogrom 1938 wurde die Inneneinrichtung zerstört
56. Synagoge (Hottenbach), beim Novemberpogrom 1938 wurde die Inneneinrichtung zerstört
57. Synagoge (Ingelheim am Rhein), beim Novemberpogrom 1938 zerstört
58. Synagoge (Ingenheim), beim Novemberpogrom 1938 zerstört
59. Synagoge (Jugenheim in Rheinhessen), beim Novemberpogrom 1938 zerstört
60. Synagoge (Kaisersesch), beim Novemberpogrom 1938 wurde die Inneneinrichtung zerstört
61. Synagoge (Kaiserslautern), ab dem 29. August 1938 abgerissen
62. Synagoge (Kastellaun), beim Novemberpogrom 1938 zerstört
63. Synagoge Kirchberg (Hunsrück), beim Novemberpogrom 1938 wurde die Inneneinrichtung zerstört
64. Synagoge (Kirchheim an der Weinstraße), beim Novemberpogrom 1938 wurde die Inneneinrichtung zerstört
65. Synagoge (Kirchheimbolanden), beim Novemberpogrom 1938 zerstört
66. Synagoge (Kirf), beim Novemberpogrom 1938 wurde die Inneneinrichtung zerstört
67. Synagoge (Kirn), beim Novemberpogrom 1938 zerstört
68. Synagoge Kobern (Kobern-Gondorf), beim Novemberpogrom 1938 wurde die Inneneinrichtung zerstört
69. Alte Synagoge (Koblenz), beim Novemberpogrom 1938 wurde die Inneneinrichtung zerstört
70. Synagoge (Könen), beim Novemberpogrom 1938 wurde die Inneneinrichtung zerstört
71. Synagoge (Königsfeld), beim Novemberpogrom 1938 wurde die Inneneinrichtung zerstört
72. Synagoge (Konz), beim Novemberpogrom 1938 wurde die Inneneinrichtung zerstört
73. Synagoge (Kusel), beim Novemberpogrom 1938 wurde die Inneneinrichtung zerstört
74. Synagoge (Kyllburg), beim Novemberpogrom 1938 zerstört
75. Synagoge (Lahnstein), beim Novemberpogrom 1938 wurde die Inneneinrichtung zerstört
76. Synagoge (Lambsheim), beim Novemberpogrom 1938 in Brand gesteckt, nach 1948 abgerissen
77. Synagoge (Landau in der Pfalz), beim Novemberpogrom 1938 zerstört
78. Synagoge (Landstuhl), beim Novemberpogrom 1938 wurde die Inneneinrichtung zerstört
79. Synagoge (Langenlonsheim), beim Novemberpogrom 1938 wurde die Inneneinrichtung zerstört
80. Synagoge (Laufersweiler), beim Novemberpogrom 1938 wurde die Inneneinrichtung zerstört
81. Synagoge (Leimersheim), beim Novemberpogrom 1938 zerstört
82. Synagoge (Leiwen), beim Novemberpogrom 1938 wurde die Inneneinrichtung zerstört
83. Synagoge (Linz am Rhein), beim Novemberpogrom 1938 wurde die Inneneinrichtung zerstört
84. Synagoge (Ludwigshafen am Rhein), beim Novemberpogrom 1938 zerstört
85. Hauptsynagoge Mainz, beim Novemberpogrom 1938 zerstört
86. Orthodoxe Synagoge Mainz, beim Novemberpogrom 1938 verwüstet, durch Bombenangriff 1942 zerstört
87. Synagoge (Mandel), beim Novemberpogrom 1938 wurde die Inneneinrichtung zerstört
88. Synagoge (Mayen), beim Novemberpogrom 1938 zerstört
89. Synagoge Mehring (Mosel), beim Novemberpogrom 1938 wurde die Inneneinrichtung zerstört
90. Synagoge (Meisenheim), beim Novemberpogrom 1938 wurde die Inneneinrichtung zerstört
91. Synagoge (Meudt), beim Novemberpogrom 1938 zerstört
92. Synagoge (Miehlen), beim Novemberpogrom 1938 wurde die Inneneinrichtung zerstört
93. Synagoge (Mogendorf), beim Novemberpogrom 1938 zerstört
94. Synagoge (Montabaur)
95. Synagoge Mülheim (Mülheim-Kärlich), beim Novemberpogrom 1938 zerstört
96. Synagoge (Münstermaifeld), beim Novemberpogrom 1938 zerstört
97. Synagoge (Mutterstadt), beim Novemberpogrom 1938 zerstört
98. Synagoge (Nassaul), beim Novemberpogrom 1938 wurde die Inneneinrichtung zerstört
99. Synagoge (Nastätten), beim Novemberpogrom 1938 zerstört
100. Synagoge (Neumagen), beim Novemberpogrom 1938 wurde die Inneneinrichtung zerstört
101. Synagoge (Neustadt an der Weinstraße), beim Novemberpogrom 1938 zerstört
102. Synagoge (Neuwied), beim Novemberpogrom 1938 zerstört
103. Synagoge (Niederbieber), beim Novemberpogrom 1938 zerstört
104. Synagoge (Niederkirchen), beim Novemberpogrom 1938 zerstört
105. Synagoge (Niedermendig), beim Novemberpogrom 1938 zerstört
106. Synagoge (Nieder-Saulheim), beim Novemberpogrom 1938 zerstört
107. Synagoge (Nieder-Wiesen), beim Novemberpogrom 1938 zerstört
108. Synagoge (Niederzissen), beim Novemberpogrom 1938 wurde die Inneneinrichtung zerstört
109. Synagoge (Nievern), beim Novemberpogrom 1938 wurde die Inneneinrichtung zerstört
110. Synagoge (Oberbieber), beim Novemberpogrom 1938 zerstört
111. Synagoge (Oberemmel), beim Novemberpogrom 1938 wurde die Inneneinrichtung zerstört
112. Synagoge Oberhausen (Wallhalben), beim Novemberpogrom 1938 wurde die Inneneinrichtung zerstört
113. Synagoge (Oberlustadt), beim Novemberpogrom 1938 zerstört
114. Synagoge (Obermoschel), beim Novemberpogrom 1938 wurde die Inneneinrichtung zerstört
115. Synagoge Oberstein (Idar-Oberstein), beim Novemberpogrom 1938 zerstört
116. Synagoge (Oberwesel), beim Novemberpogrom 1938 wurde die Inneneinrichtung zerstört
117. Synagoge (Ochtendung), beim Novemberpogrom 1938 zerstört
118. Synagoge (Ockenheim), beim Novemberpogrom 1938 wurde die Inneneinrichtung zerstört
119. Neue Synagoge (Oppenheim), beim Novemberpogrom 1938 zerstört
120. Synagoge (Osthofen), beim Novemberpogrom 1938 zerstört
121. Synagoge (Pirmasens), beim Novemberpogrom 1938 zerstört
122. Synagoge (Polch), beim Novemberpogrom 1938 wurde die Inneneinrichtung zerstört
123. Synagoge (Puderbach), beim Novemberpogrom 1938 zerstört
124. Synagoge (Rachtig), beim Novemberpogrom 1938 wurde die Inneneinrichtung zerstört
125. Synagoge (Remagen), beim Novemberpogrom 1938 zerstört
126. Synagoge (Rhaunen), beim Novemberpogrom 1938 wurde die Inneneinrichtung zerstört
127. Synagoge (Rheinbrohl), beim Novemberpogrom 1938 zerstört
128. Synagoge (Rhens), beim Novemberpogrom 1938 wurde die Inneneinrichtung zerstört
129. Synagoge (Rockenhausen), beim Novemberpogrom 1938 wurde die Inneneinrichtung zerstört
130. Synagoge (Rülzheim), beim Novemberpogrom 1938 wurde die Inneneinrichtung zerstört
131. Synagoge (Saarburg), beim Novemberpogrom 1938 wurde die Inneneinrichtung zerstört
132. Synagoge (Saffig), beim Novemberpogrom 1938 wurde die Inneneinrichtung zerstört
133. Synagoge (Sankt Goar), beim Novemberpogrom 1938 wurde die Inneneinrichtung zerstört
134. Synagoge (Schifferstadt), beim Novemberpogrom 1938 zerstört
135. Synagoge (Schwegenheim), beim Novemberpogrom 1938 wurde die Inneneinrichtung zerstört
136. Synagoge (Schweich), beim Novemberpogrom 1938 wurde die Inneneinrichtung zerstört
137. Synagoge (Seibersbach), beim Novemberpogrom 1938 wurde die Inneneinrichtung zerstört
138. Synagoge Selters (Westerwald), beim Novemberpogrom 1938 zerstört
139. Synagoge (Simmern), beim Novemberpogrom 1938 zerstört
140. Synagoge (Singhofen), beim Novemberpogrom 1938 wurde die Inneneinrichtung zerstört
141. Synagoge (Sinzig), beim Novemberpogrom 1938 wurde die Inneneinrichtung zerstört
142. Synagoge (Sohren), beim Novemberpogrom 1938 wurde die Inneneinrichtung zerstört
143. Synagoge in Speyer, beim Novemberpogrom 1938 zerstört
144. Synagoge (Sprendlingen), beim Novemberpogrom 1938 wurde die Inneneinrichtung zerstört
145. Synagoge (Staudernheim), beim Novemberpogrom 1938 wurde die Inneneinrichtung zerstört
146. Synagoge (Steinbach am Donnersberg), beim Novemberpogrom 1938 wurde die Inneneinrichtung zerstört
147. Synagoge (Steinbach am Glan), beim Novemberpogrom 1938 wurde die Inneneinrichtung zerstört
148. Synagoge (Teschenmoschel), beim Novemberpogrom 1938 wurde die Inneneinrichtung zerstört
149. Synagoge (Thalfang), beim Novemberpogrom 1938 wurde die Inneneinrichtung zerstört
150. Synagoge (Thür), beim Novemberpogrom 1938 zerstört
151. Synagoge (Trier), beim Novemberpogrom 1938 wurde die Inneneinrichtung zerstört
152. Synagoge (Unkel), beim Novemberpogrom 1938 zerstört
153. Synagoge (Urbach), beim Novemberpogrom 1938 zerstört
154. Synagoge (Vallendar), beim Novemberpogrom 1938 zerstört
155. Synagoge (Venningen), beim Novemberpogrom 1938 wurde die Inneneinrichtung zerstört
156. Synagoge (Waldbreitbach), beim Novemberpogrom 1938 zerstört
157. Synagoge (Wallertheim), beim Novemberpogrom 1938 wurde die Inneneinrichtung zerstört
158. Synagoge (Wattenheim), beim Novemberpogrom 1938 wurde die Inneneinrichtung zerstört
159. Synagoge Wawern (Saar), beim Novemberpogrom 1938 wurde die Inneneinrichtung zerstört
160. Synagoge (Westerburg), beim Novemberpogrom 1938 wurde die Inneneinrichtung zerstört
161. Synagoge Weyer (Rhein-Lahn-Kreis), beim Novemberpogrom 1938 wurde die Inneneinrichtung zerstört
162. Synagoge (Windesheim), beim Novemberpogrom 1938 wurde die Inneneinrichtung zerstört
163. Synagoge (Winnweiler), beim Novemberpogrom 1938 zerstört
164. Synagoge Wittlich, beim Novemberpogrom 1938 wurde die Inneneinrichtung zerstört
165. Synagoge (Wöllstein), beim Novemberpogrom 1938 wurde die Inneneinrichtung zerstört
166. Synagoge (Wörrstadt), beim Novemberpogrom 1938 wurde die Inneneinrichtung zerstört
167. Synagoge Worms, beim Novemberpogrom 1938 zerstört
168. Levy’sche Synagoge Worms, beim Novemberpogrom 1938 wurde die Inneneinrichtung zerstört
169. Synagoge Zell (Mosel), beim Novemberpogrom 1938 wurde die Inneneinrichtung zerstört
170. Synagoge (Zweibrücken), beim Novemberpogrom 1938 zerstört

### Saarland
1. Synagoge (Bosen), beim Novemberpogrom 1938 wurde die Inneneinrichtung zerstört
2. Synagoge (Brotdorf), beim Novemberpogrom 1938 wurde die Inneneinrichtung zerstört
3. Synagoge (Dillingen/Saar), beim Novemberpogrom 1938 zerstört
4. Synagoge (Homburg), beim Novemberpogrom 1938 zerstört
5. Synagoge Illingen (Saar), beim Novemberpogrom 1938 zerstört
6. Synagoge (Merzig), beim Novemberpogrom 1938 zerstört
7. Synagoge (Nalbach), beim Novemberpogrom 1938 innen und außen beschädigt
8. Synagoge (Neunkirchen, Saar), beim Novemberpogrom 1938 zerstört
9. Synagoge (Ottweiler), beim Novemberpogrom 1938 zerstört
10. Synagoge (Saarlouis), beim Novemberpogrom 1938 wurde die Inneneinrichtung zerstört
11. Synagoge (Saarwellingen), beim Novemberpogrom 1938 wurde die Inneneinrichtung zerstört
12. Synagoge (Sötern), beim Novemberpogrom 1938 wurde die Inneneinrichtung zerstört
13. Synagoge (St. Wendel), beim Novemberpogrom 1938 zerstört

### Sachsen
1. Alte Synagoge (Chemnitz), beim Novemberpogrom 1938 zerstört
2. Alte Synagoge (Dresden), beim Novemberpogrom 1938 zerstört
3. Ez-Chaim-Synagoge, Leipzig, beim Novemberpogrom 1938 zerstört
4. Große Gemeindesynagoge, Leipzig, beim Novemberpogrom 1938 zerstört
5. Synagoge (Plauen), beim Novemberpogrom 1938 zerstört

### Sachsen-Anhalt
1. Synagoge (Aschersleben), beim Novemberpogrom 1938 zerstört
2. Synagoge Bernburg (Saale), beim Novemberpogrom 1938 zerstört
3. Alte Synagoge (Dessau), beim Novemberpogrom 1938 zerstört
4. Synagoge (Halberstadt), beim Novemberpogrom 1938 zerstört
5. Alte Synagoge (Halle), beim Novemberpogrom 1938 zerstört
6. Synagoge Jeßnitz (Anhalt), beim Novemberpogrom 1938 zerstört
7. Synagoge Köthen (Anhalt), beim Novemberpogrom 1938 zerstört
8. Alte Synagoge (Magdeburg), beim Novemberpogrom 1938 zerstört
9. Synagoge (Zeitz), beim Novemberpogrom 1938 wurde die Inneneinrichtung zerstört

### Schleswig-Holstein
1. Synagoge (Ahrensburg), 1939 abgerissen
2. Synagoge Elmshorn, beim Novemberpogrom 1938 zerstört
3. Synagoge Goethestraße, Kiel, beim Novemberpogrom 1938 zerstört
4. Synagoge (Lübeck), beim Novemberpogrom 1938 wurde die Inneneinrichtung zerstört

### Thüringen

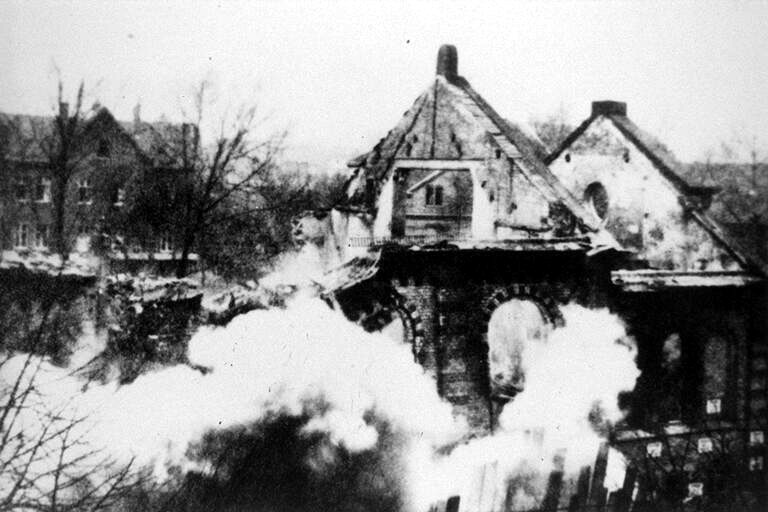
Die brennende Synagoge in Eisenach, 10. November 1938

1. Synagoge (Arnstadt), beim Novemberpogrom 1938 zerstört
2. Synagoge Barchfeld, beim Novemberpogrom 1938 zerstört
3. Synagoge (Bleicherode), beim Novemberpogrom 1938 zerstört
4. Synagoge Eisenach, beim Novemberpogrom 1938 zerstört
5. Große Synagoge (Erfurt), beim Novemberpogrom 1938 zerstört
6. Synagoge Geisa, beim Novemberpogrom 1938 zerstört
7. Synagoge (Gleicherwiesen), 1943 abgerissen
8. Gothaer Synagoge, beim Novemberpogrom 1938 zerstört
9. Synagoge (Heilbad Heiligenstadt), beim Novemberpogrom 1938 wurde die Inneneinrichtung zerstört
10. Synagoge Meiningen, 1939 abgerissen
11. Synagoge (Nordhausen), beim Novemberpogrom 1938 zerstört

### Österreich (1938–1945)
1. Synagoge (Eisenstadt), beim Novemberpogrom 1938 zerstört
2. Synagoge Güssing, beim Novemberpogrom 1938 wurde die Inneneinrichtung zerstört
3. Synagoge Atzgersdorf, Wien, beim Novemberpogrom 1938 zerstört
4. Alte Synagoge (Graz), beim Novemberpogrom 1938 zerstört
5. Synagoge (Groß-Enzersdorf), beim Novemberpogrom 1938 zerstört
6. Synagoge (Hohenau an der March), 1939 abgerissen
7. Alte Synagoge (Innsbruck), beim Novemberpogrom 1938 wurde die Inneneinrichtung zerstört
8. Synagoge (Klagenfurt am Wörthersee), beim Novemberpogrom 1938 wurde die Inneneinrichtung zerstört
9. Synagoge (Klosterneuburg), beim Novemberpogrom 1938 wurde die Inneneinrichtung zerstört
10. Synagoge (Kobersdorf), beim Novemberpogrom 1938 wurde die Inneneinrichtung zerstört
11. Synagoge (Lackenbach), 1942 wurde die Synagoge gesprengt
12. Alte Synagoge (Linz), beim Novemberpogrom 1938 zerstört
13. Synagoge (Mattersburg), 1940 zerstört
14. Synagoge (Mödling), beim Novemberpogrom 1938 zerstört, Ruinen 1987 abgetragen
15. Brigittenauer Tempel, Wien, beim Novemberpogrom 1938 zerstört
16. Synagoge Döbling, Wien, beim Novemberpogrom 1938 zerstört
17. Synagoge Floridsdorf, Wien, im Zweiten Weltkrieg zerstört
18. Hietzinger Synagoge, Wien, beim Novemberpogrom 1938 zerstört
19. Humboldttempel, Wien, beim Novemberpogrom 1938 zerstört
20. Jubiläumstempel, Wien, beim Novemberpogrom 1938 zerstört
21. Leopoldstädter Tempel, Wien, beim Novemberpogrom 1938 zerstört
22. Vereinssynagoge Müllnergasse, Wien, beim Novemberpogrom 1938 zerstört
23. Vereinsbethaus Neubau, Wien, beim Novemberpogrom 1938 zerstört
24. Synagoge Neudeggergasse, Wien, beim Novemberpogrom 1938 zerstört
25. Ottakringer Tempel, Wien, beim Novemberpogrom 1938 zerstört
26. Pazmanitentempel, Wien, beim Novemberpogrom 1938 zerstört
27. Polnische Schul, Wien, beim Novemberpogrom 1938 zerstört
28. Schmalzhoftempel, Wien, beim Novemberpogrom 1938 zerstört
29. Simmeringer Tempel, Wien, beim Novemberpogrom 1938 zerstört
30. Türkischer Tempel, Wien, beim Novemberpogrom 1938 zerstört
31. Turnertempel, Wien, beim Novemberpogrom 1938 zerstört
32. Vereinssynagoge Stumpergasse, Wien, beim Novemberpogrom 1938 zerstört
33. Währinger Tempel, Wien, beim Novemberpogrom 1938 zerstört

### Gebiete des Deutschen Reiches, die heute zu Polen gehören

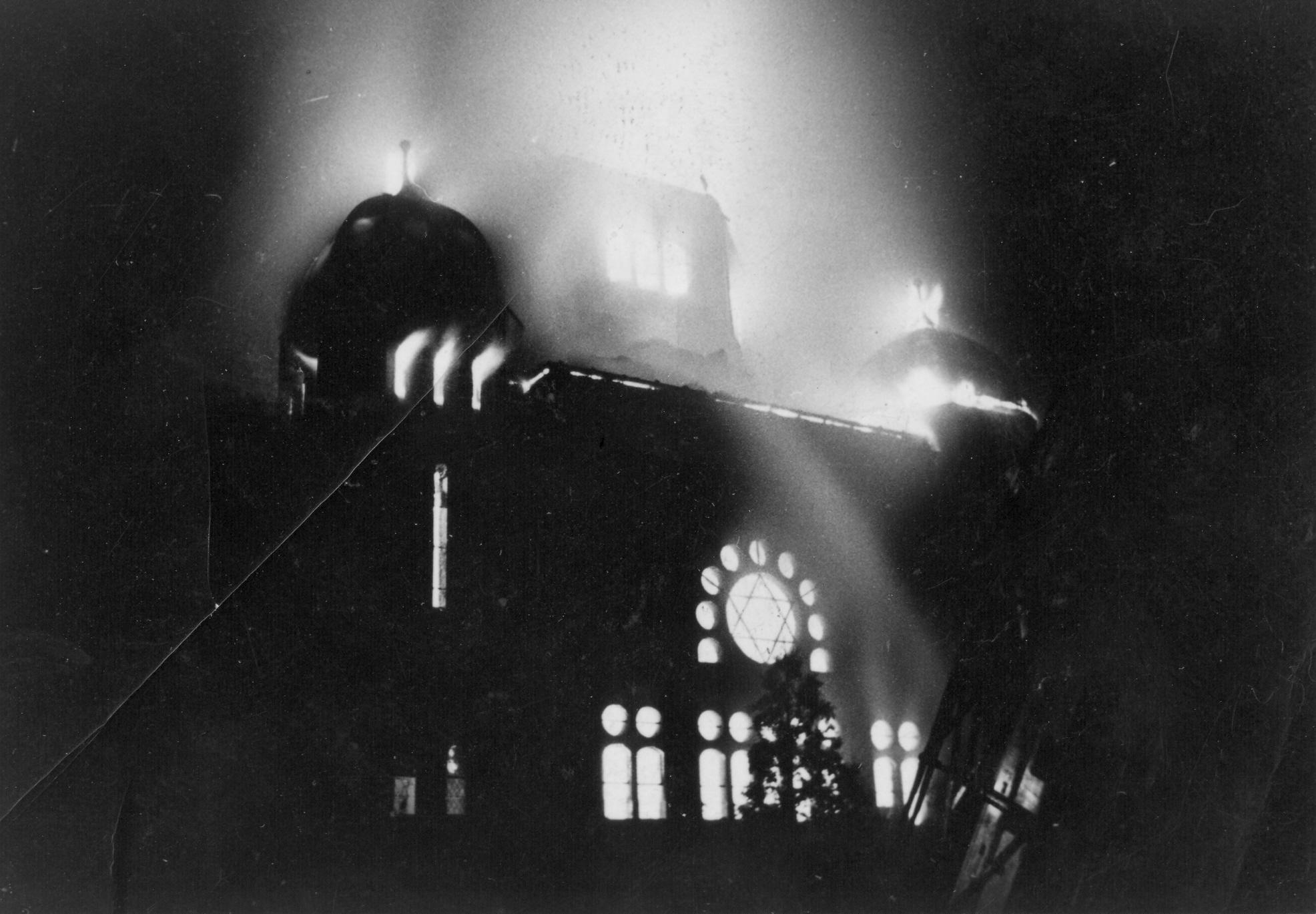
Die Synagoge in Oppeln während des Brandes in der Pogromnacht 1938

1. Synagoge (Allenstein), beim Novemberpogrom 1938 zerstört
2. Synagoge (Bärwalde), beim Novemberpogrom 1938 zerstört
3. Synagoge (Bartenstein), beim Novemberpogrom 1938 zerstört
4. Synagoge Beuthen, beim Novemberpogrom 1938 zerstört
5. Synagoge Braunsberg (Ostpreußen), beim Novemberpogrom 1938 zerstört
6. Neue Synagoge (Breslau), beim Novemberpogrom 1938 zerstört
7. Synagoge (Brieg), beim Novemberpogrom 1938 wurde die Inneneinrichtung zerstört
8. Synagoge (Bublitz), beim Novemberpogrom 1938 zerstört
9. Synagoge (Bütow), beim Novemberpogrom 1938 zerstört
10. Synagoge (Bunzlau), beim Novemberpogrom 1938 zerstört
11. Synagoge (Carlsruhe), beim Novemberpogrom 1938 zerstört
12. Synagoge Cosel (Oberschlesien), beim Novemberpogrom 1938 zerstört
13. Synagoge Deutsch Krone, beim Novemberpogrom 1938 zerstört
14. Synagoge Flatow, beim Novemberpogrom 1938 zerstört
15. Synagoge Frankenstein, beim Novemberpogrom 1938 zerstört
16. Synagoge (Glatz), beim Novemberpogrom 1938 zerstört
17. Neue Synagoge Gleiwitz, beim Novemberpogrom 1938 zerstört
18. Synagoge (Glogau), beim Novemberpogrom 1938 zerstört
19. Synagoge (Goldap), beim Novemberpogrom 1938 zerstört
20. Synagoge (Gollnow), beim Novemberpogrom 1938 zerstört
21. Synagoge (Greifenhagen), beim Novemberpogrom 1938 zerstört
22. Synagoge Groß Strehlitz, beim Novemberpogrom 1938 zerstört
23. Synagoge Grünberg (Schlesien), beim Novemberpogrom 1938 zerstört
24. Synagoge (Guben), beim Novemberpogrom 1938 zerstört
25. Synagoge (Guttstadt), beim Novemberpogrom 1938 zerstört
26. Synagoge (Hammerstein), beim Novemberpogrom 1938 zerstört
27. Synagoge (Heilsberg in Ostpreußen), beim Novemberpogrom 1938 zerstört
28. Synagoge (Hindenburg), beim Novemberpogrom 1938 zerstört
29. Synagoge (Hirschberg), beim Novemberpogrom 1938 zerstört
30. Synagoge (Jastrow), beim Novemberpogrom 1938 zerstört
31. Synagoge (Kallies), beim Novemberpogrom 1938 zerstört
32. Synagoge (Katscher), beim Novemberpogrom 1938 zerstört
33. Synagoge (Kępno), beim Novemberpogrom 1938 beschädigt
34. Synagoge (Königsberg in der Neumark), beim Novemberpogrom 1938 wurde die Inneneinrichtung zerstört
35. Synagoge (Köslin), beim Novemberpogrom 1938 zerstört
36. Synagoge (Kolberg), beim Novemberpogrom 1938 zerstört
37. Synagoge (Konstadt), beim Novemberpogrom 1938 zerstört
38. Synagoge (Kreuzburg), beim Novemberpogrom 1938 zerstört
39. Synagoge (Krojanke), beim Novemberpogrom 1938 zerstört
40. Synagoge (Labes), im März 1945 durch Bomben zerstört
41. Synagoge (Landeshut) (Landeshut in Schlesien), beim Novemberpogrom 1938 zerstört
42. Synagoge (Landsberg an der Warthe), beim Novemberpogrom 1938 teilweise zerstört
43. Synagoge (Landsberg in Oberschlesien), beim Novemberpogrom 1938 zerstört
44. Synagoge (Lauenburg in Pommern), beim Novemberpogrom 1938 zerstört
45. Synagoge (Lędyczek), beim Novemberpogrom 1938 zerstört
46. Synagoge Leobschütz, beim Novemberpogrom 1938 zerstört
47. Synagoge (Liegnitz), beim Novemberpogrom 1938 zerstört
48. Synagoge (Lötzen), beim Novemberpogrom 1938 zerstört
49. Synagoge (Löwen), beim Novemberpogrom 1938 zerstört
50. Synagoge (Lyck), beim Novemberpogrom 1938 zerstört
51. Synagoge (Marienburg), beim Novemberpogrom 1938 zerstört
52. Neue Synagoge Marienwerder (Westpreußen), beim Novemberpogrom 1938 teilweise zerstört
53. Synagoge (Militsch), beim Novemberpogrom 1938 zerstört
54. Synagoge Märkisch Friedland, beim Novemberpogrom 1938 zerstört
55. Synagoge (Mehlsack), beim Novemberpogrom 1938 zerstört
56. Synagoge (Neumarkt in Schlesien), beim Novemberpogrom 1938 zerstört
57. Synagoge (Neustadt in Oberschlesien), beim Novemberpogrom 1938 zerstört
58. Synagoge Hafenstraße (Oppeln), beim Novemberpogrom 1938 zerstört
59. Synagoge Ratibor, beim Novemberpogrom 1938 zerstört
60. Synagoge (Rosenberg), beim Novemberpogrom 1938 zerstört
61. Synagoge (Sagan), beim Novemberpogrom 1938 zerstört
62. Synagoge (Schneidemühl), beim Novemberpogrom 1938 zerstört
63. Synagoge (Stettin), beim Novemberpogrom 1938 zerstört
64. Synagoge Stolp, beim Novemberpogrom 1938 zerstört
65. Synagoge (Stuhm), beim Novemberpogrom 1938 zerstört
66. Synagoge (Tost), beim Novemberpogrom 1938 zerstört
67. Synagoge (Wielowieś), beim Novemberpogrom 1938 wurde die Inneneinrichtung zerstört
68. Synagoge Woldenberg, beim Novemberpogrom 1938 zerstört
69. Synagoge (Wormditt), beim Novemberpogrom 1938 wurde die Inneneinrichtung zerstört
70. Synagoge (Zippnow), beim Novemberpogrom 1938 zerstört

### Gebiet des Danziger Freistaats, das heute zu Polen gehört
Die Freie Stadt Danzig wurde im September 1939 an das Deutsche Reich angeschlossen. Zu diesem Zeitpunkt bestand aufgrund der absoluten Mehrheit der NSDAP in der Stadtregierung und der von ihr bereits seit August 1938 inszenierten Übergriffe auf jüdische Einrichtungen keine Synagoge mehr in diesem Staat.
1. Große Synagoge (Danzig), im August 1938 demoliert, ab Mai 1939 zerstört
2. Neue Synagoge Danzig-Langfuhr, beim Novemberpogrom 1938 wurde die Inneneinrichtung zerstört
3. Synagoge in der Halben Gasse, im August 1938 beschädigt, im September 1939 abgerissen
4. Synagoge (Danzig-Mattenbuden), im August 1938 schwer beschädigt, beim Novemberpogrom verwüstet und in Brand gesteckt, im April 1939 abgerissen
5. Synagoge (Zoppot), beim Novemberpogrom 1938 zerstört

### Gebiete des Deutschen Reiches, die heute zu Russland gehören
1. Synagoge Eydtkuhnen, beim Novemberpogrom 1938 zerstört
2. Synagoge (Gumbinnen), beim Novemberpogrom 1938 zerstört
3. Alte Synagoge (Insterburg), beim Novemberpogrom 1938 zerstört
4. Alte Synagoge Königsberg, beim Novemberpogrom 1938 zerstört
5. Liberale Synagoge Königsberg, beim Novemberpogrom 1938 zerstört
6. Synagoge (Labiau), beim Novemberpogrom 1938 zerstört
7. Synagoge (Nordenburg), beim Novemberpogrom 1938 wurde die Inneneinrichtung zerstört